# 布宜諾斯艾利斯
布宜諾斯艾利斯（直译：「好空氣」），全稱布宜諾斯艾利斯自治市，当地漢語人士常略稱為布宜諾市或布市，舊譯佳氣城或布諾賽爾，也称联邦首都（Capital Federal），是阿根廷的首都和最大城市，位於拉普拉塔河南岸、南美洲东南岸、對岸為烏拉圭（東方）。布市是构成阿根廷的24个行政区之一。整座城市被分为15个大区（Comuna）并总共聚集48个小区。
2014年，大布宜诺斯艾利斯地区的常住人口数量为17,180,000，是拉丁美洲第二大都会区，仅次于大圣保罗地区（2012年，19,956,590人）。布宜諾斯艾利斯為拉丁美洲最歐洲化的城市。七月九日大道是世界最寬的馬路，有約130公尺寬（超過16车道）。有名的阿根廷探戈的发源地就在布市的博卡区。

## 名称
该城市名称的起源颇有争议，西班牙探險家佩卓·门多萨为了纪念圣母玛丽亚（为美洲大多数的西班牙探险家故乡安达卢西亚和地中海国家水手守护聖稱為布宜艾利的聖母瑪利亞（Santa María del Buen Aire，“布宜艾利”在西班牙語中是“空气清新”的意思）。

## 历史

### 第一次移民潮

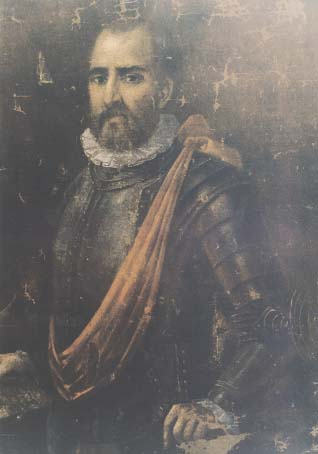
胡安·德·加雷，布宜諾斯艾利斯的缔造者。

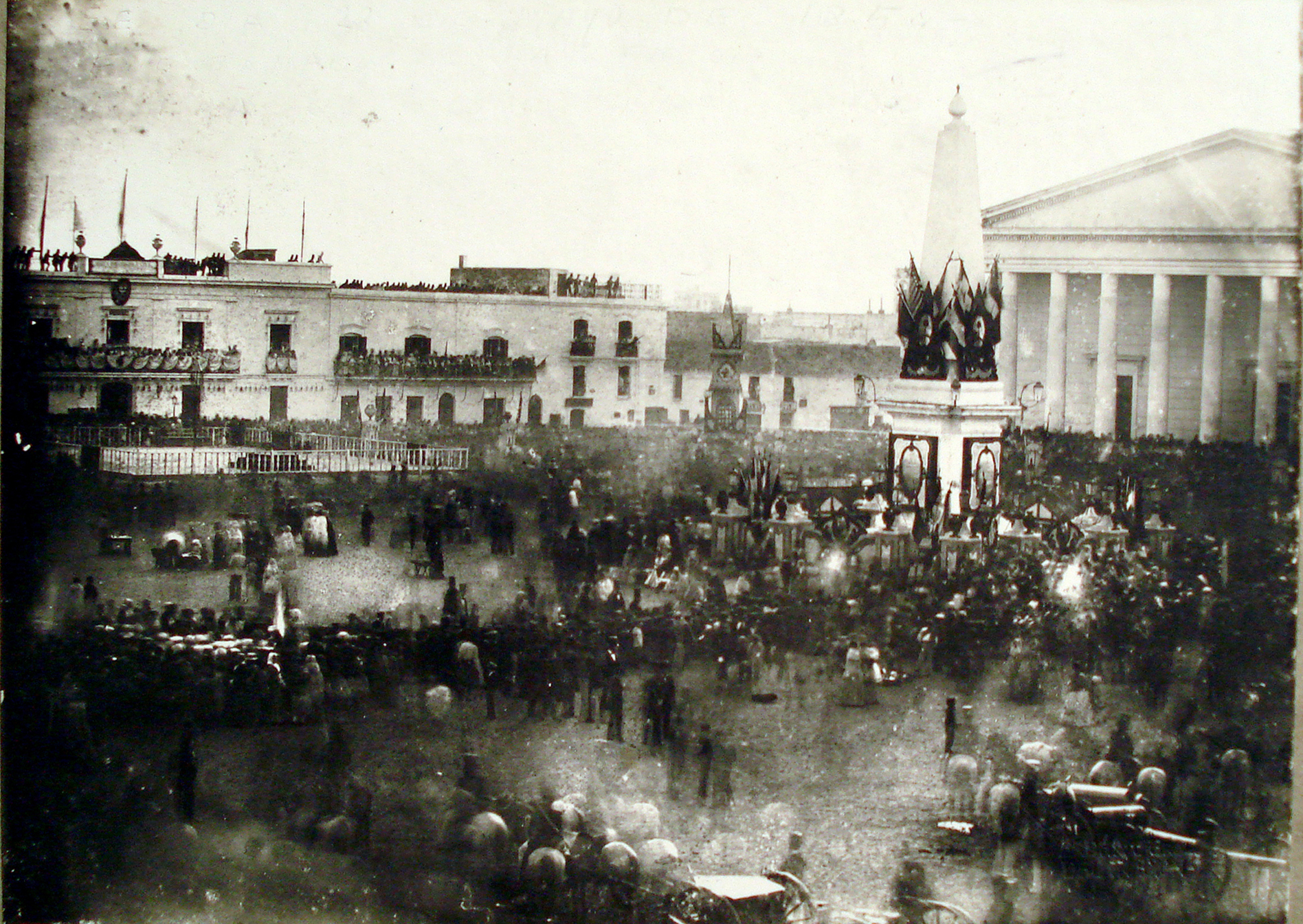
1854年颁布布宜諾斯艾利斯市宪法的景象，1820至1880年间布宜諾斯艾利斯近乎于独立国家

1516年以西班牙名义探险的水手胡安·迪亚斯·德·索利斯，是第一个到达拉普拉塔河的欧洲人，因其在现今乌拉圭受袭身亡而终止。
1532年2月2日，佩卓·门多萨率领的西班牙远征队用“Ciudad de Nuestra Señora Santa María del Buen Ayre”（译为“圣母玛利亚和顺风之城”）首次命名布宜諾斯艾利斯，该城座落于现今布宜諾斯艾利斯市中心的南部。
1541年因为常年遭受土著攻击，欧洲定居者不得不放弃该城移居他地。

### 第二次移民潮
1580年，胡安·德·加雷从今巴拉圭首都亞松森顺流而下到达，开始了第二次至今的定居。虽然重建时是城市以“三位一体”为城名，其港命以布宜諾斯艾利斯，今以港名通称。

### 殖民时期
布宜諾斯艾利斯早期发迹于贸易，17至18世纪大多数年间，西班牙殖民者强制要求所有与欧洲贸易必须通过秘鲁利马，便于其征收税利；该计划严重损害布宜諾斯艾利斯贸易商的利益，也导致了当地的走私业盛行，同时不可避免培育了对西班牙殖民当局的仇怨。
西班牙国王卡洛斯三世有鉴于此，于18世纪晚期做出来意味深长的决定：终止该贸易政策并宣布布宜諾斯艾利斯为港口；葡萄牙港口波尔图遭英军占领也加速了对通过大西洋航空的贸易需求。然而国王安抚修正的行动并没有达到预期效果，一部分精通法国大革命理论的布宜諾斯艾利斯市民对脱离西班牙的独立活动越发渴望。
在英军入侵拉普拉塔地区的行动中，两次英军攻击布宜諾斯艾利斯均由当地民兵击退；最终当地西班牙裔市民趁西班牙忙于半岛战争和一周的和平示威后于1810年5月25日，驱逐西班牙总督并建立临时政府。现今5月25日为阿根廷国庆日（五月革命日），正式从西班牙独立是在1816年。
历史上布宜諾斯艾利斯是阿根廷崇尚自由和自由贸易理念的首善之区，特别是与宣扬保守天主教方法治国的西北地方相比而言。19世纪阿根廷关于集权者和联邦者爆发的冲突大多数源于以上分歧。五月二十五革命后，一群军人特使从布宜諾斯艾利斯到各省争取支持，大多数使团流于暴力冲突，该事件也加剧了首都和地方的关系紧张。
19世纪中布宜諾斯艾利斯遭到2次海军封锁：1838至1840年遭法国包围；1845至1848年遭英法联合远征军封锁；两次妄图使布市屈服的包围均以失败告终，外国强权也放弃了其要求。

### 19世紀以後
19世纪绝大多数时期，布宜諾斯艾利斯的政治地位仍是敏感议题。虽然其已为阿根廷首都，1853至1860年为脱离阿根廷的布宜諾斯艾利斯国首府，但是该议题仍不断引发战争直到1880年阿根廷联邦政府最终宣布其归联邦直辖并为联邦政府组成部分，市长由阿根廷总统任命。
除了潘帕斯草原赋予的财富外，19世纪下半叶的铁路建设也便利了市内工厂的原材料运输，增强了布宜諾斯艾利斯的经济实力。作为新兴的多元文化城市，布宜諾斯艾利斯也与欧洲强国的首都相比高低，哥伦布剧院跻身世界顶尖歌剧院。1880年至1940年城市修建了其主要大道，南美当时的最高建筑和首条地铁系统。
1920年代，布宜諾斯艾利斯是欧洲，阿根廷其他地区和周边国家移民者趋之若鹜的目的地。由于受经济危机影响，大批农场主和农民移迁到都会区外围，造就了第一批贫民窟，加剧了社会矛盾和阿根廷作为富裕之地的形象形成反差。1914至1935年，该市人口由一百五十万人猛增至三百五十万人。与欧洲移民者所秉持的社会主义、无政府主义所不同，遭剥夺了政治参与的当地新定居者拥有基本社会保障，之后发展为庇隆主义。

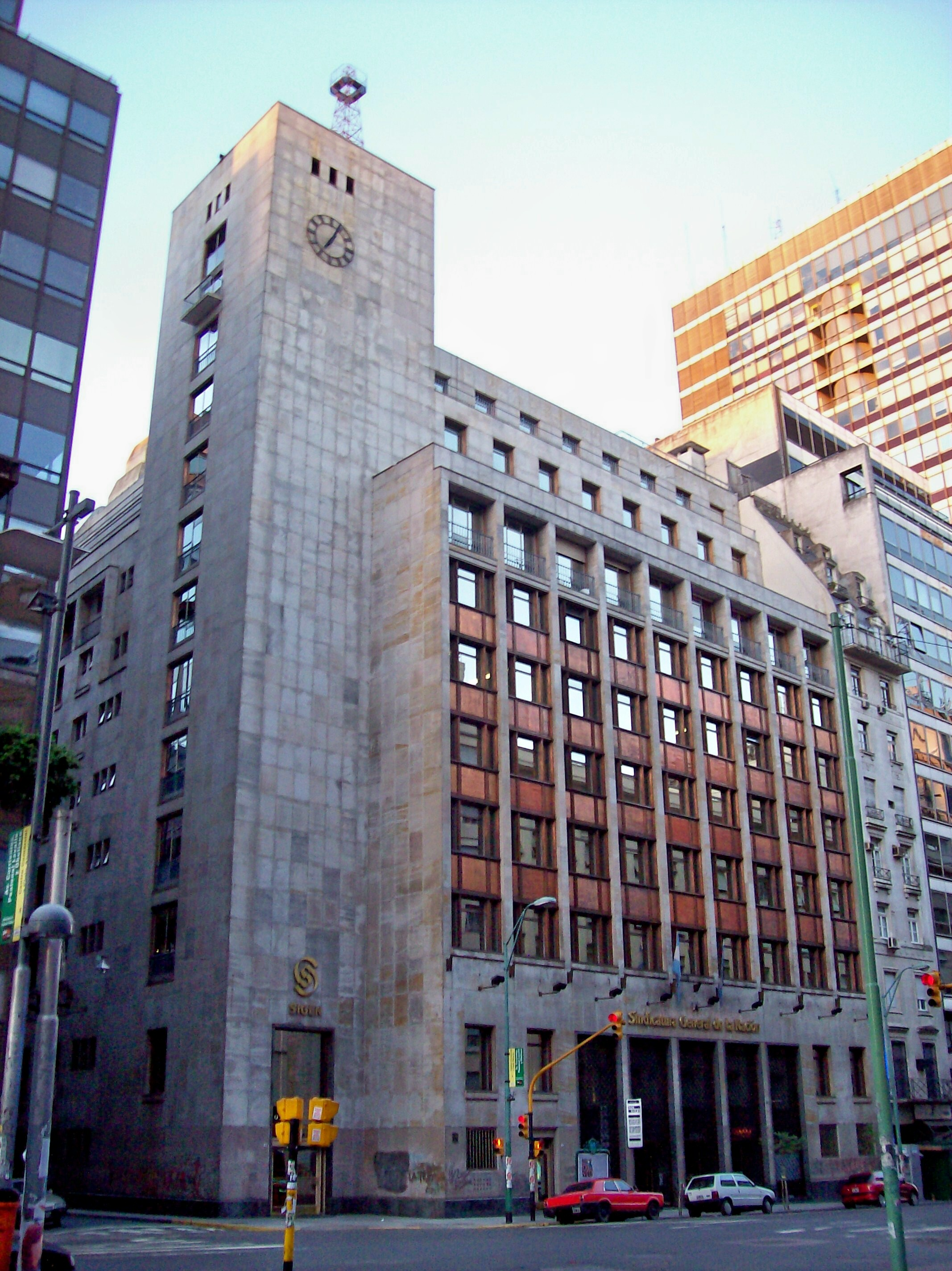
科连特斯大道。1945至1980年第二次建设繁荣期，重塑商业区和大多数街区

布宜諾斯艾利斯是庇隆主义发展的摇篮：于1945年10月17日近于神话般在五月广场爆发的示威活动，大布宜諾斯艾利斯的工人阶级从那时起是庇隆的坚定支持者，五月广场也成为许多阿根廷政治事件爆发地和示威地。1955年6月16日，五月广场爆炸的海军炸弹碎片导致364平民丧生（见五月广场炸弹事件），该事件为布宜諾斯艾利斯唯一一次遭受来自空中袭击，也导致了三个月后军人推翻庇隆政府（见阿根廷自由革命）。
70年代，一系列左翼革命运动（人民革命军）和由在胡安·庇隆死后成为于1974年阿根廷总统伊莎貝爾·庇隆所支持的右翼团体阿根廷反共联盟间的冲突在布宜諾斯艾利斯不断爆发。
由豪尔赫·拉斐尔·魏地拉领导的1976年政变，使该冲突升级为“肮脏之战”，约三万人死于军政府统治期间；由受害者母亲发动的静默游行成为了那一时期阿根廷有名的受难意象。
独裁统治导致了解决城市交通堵塞的高速公路计划搁置，虽然该计划设计穿越居民区，当时只有预订的7条中的三条动工，其中的两条没有安装隔音设施和设计沿途景观，仅仅简单的跨越既有高速路穿越街区；除了高效的建设和实际效能外，高速路的伴生问题至今依然困扰着有关街区的居民。
教宗若望·保祿二世曾于1982年，因福克兰战争的爆发并于1987年二度访问该市。1992年3月17日，发生了29死、242伤的以色列使馆爆炸案和1994年，拆除多栋犹太组织的大楼致死85人事件。依据1993年一项协议，阿根廷宪法修改后赋予布宜諾斯艾利斯市自治权，并终止总统任命市长的权利；1996年6月30日，布宜諾斯艾利斯市民选出了首任民选市长。

## 政府和政治

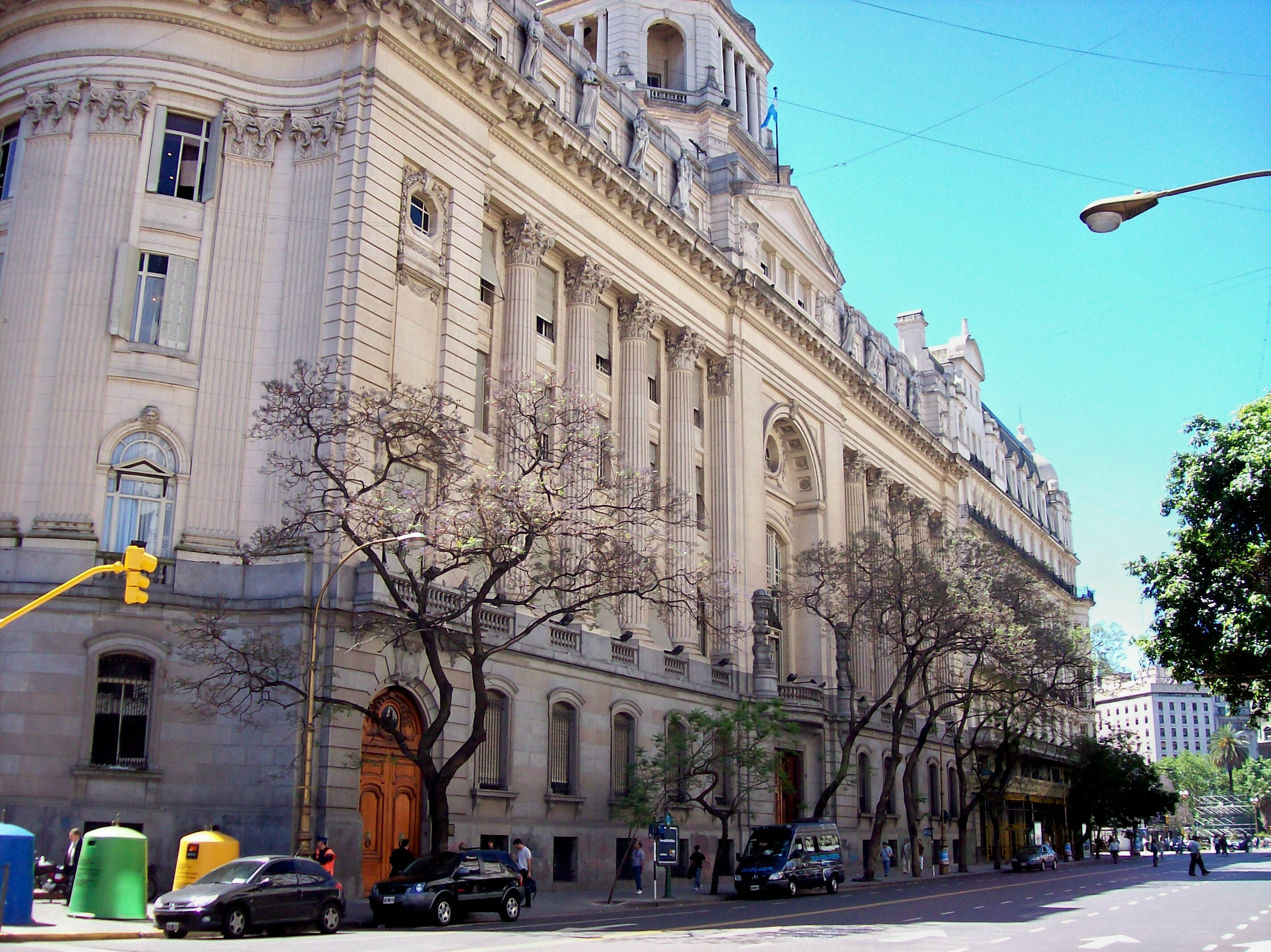
市立法会

### 政府架构
市政管理由四年一次直选的市长担当，副市长主持超过六百人的市议会。市议员任期四年，每两年改选半数，采用汉狄法统计；立法部门由最高法院、治安官会议、内务部和地方法院组成。
立法方面市自治权小于省，国家法官依据习惯法削弱了市级法官权利，并且国家执法机关掌管该市警政系统。
2007年起，开始推行新的分权计划，成立了由委员会选举的7人公社组织。

### 国民代表
布宜諾斯艾利斯市在阿根廷参议院占三席，另选举产生25人出席阿根廷众议院。

### 行政区划
首都布宜诺斯艾利斯是阿根廷唯一的自治市，下属区划为区（Barrio）。

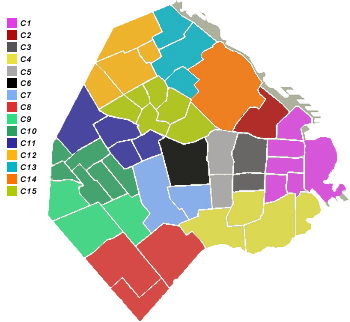
联邦首都的48个小區，以颜色分为15个大區。

## 人口特征

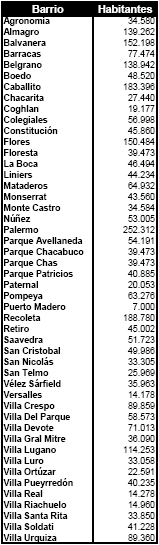
布宜诺斯艾利斯各社区居民情况

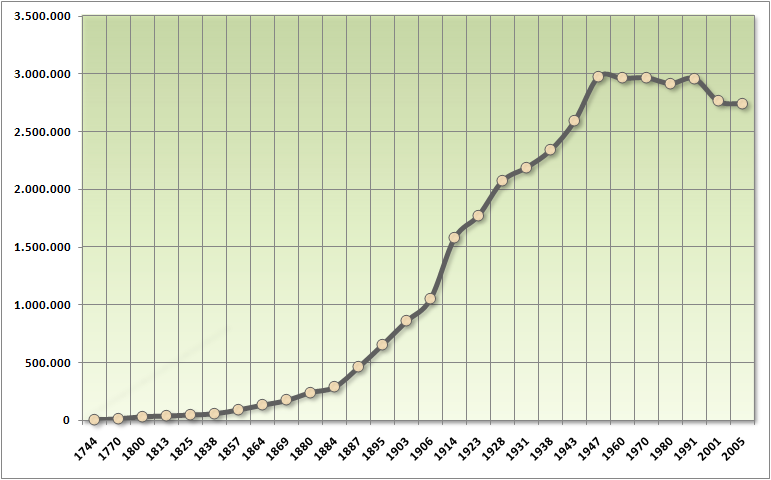
1740年起人口增长

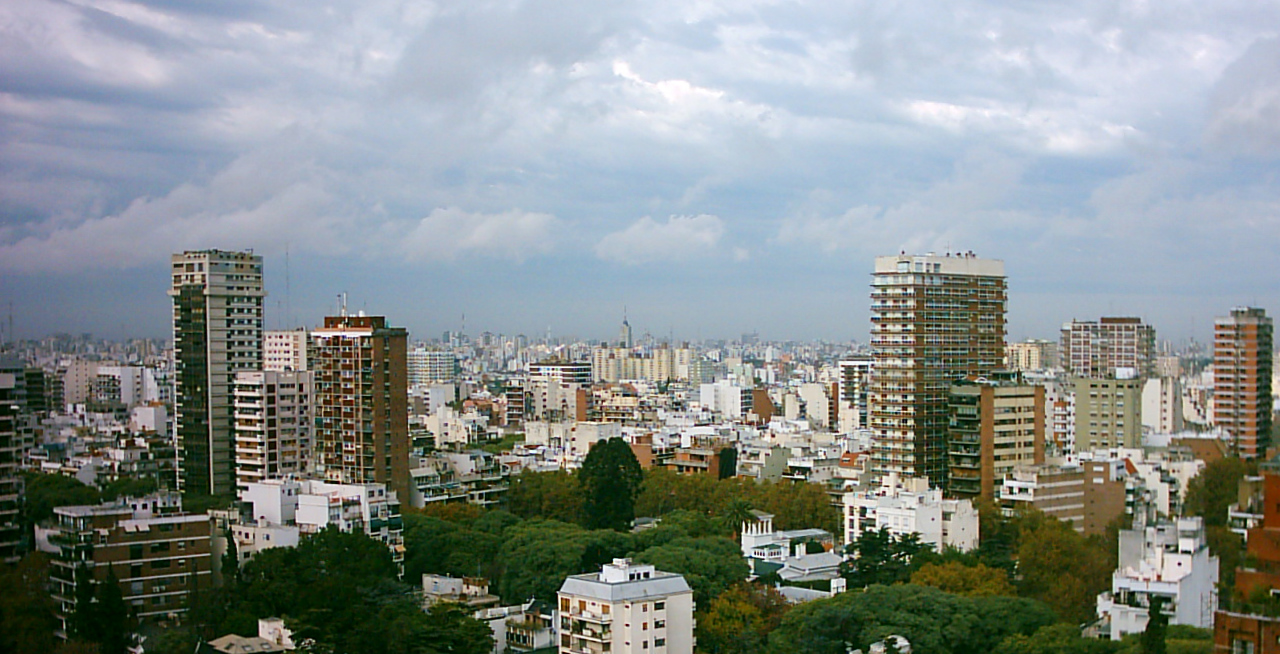
市区北部的景象

### 人口普查
据2001年人口普查显示，布宜諾斯艾利斯都会区含市区和31区共计12,129,819位居民，占全阿根廷人口三分之一。人口密度为每平方公里13,680人，其中郊区只有2400人；种族由88.9%白人，7%土著，2.1%亚裔，2%黑人组成。
因低出生率和郊区的低移民数，布宜諾斯艾利斯人口1947年起长期稳定在三百万人左右；同期附近区人口猛增5倍达到约900万人。
据该数据显示，人口中17%小于15岁、22%大于60岁，该市年龄分布大体和欧洲社会相似，总体较全阿根廷人口年龄分布稍大。
三分之二的市民居住在公寓中，百分之三十市民生活于单亲家庭，百分之四居住于危房中。2007年数据显示贫困率为8.4%，城市化率为20.6%
2001年时布宜諾斯艾利斯劳动力大多数从事服务业，其中社会服务为25%，商业和旅游业为20%，商业和金融业17%，市政雇员为6%，制造业占10%。

### 行政区
布宜諾斯艾利斯分为48个行政区，依旧有天主教教区划分，从1940年代起历经调整，现计划改为15个公社。

### 血统
大多数市民有欧洲血统，其中西班牙和意大利后裔相当普遍。其他欧洲血统包括德国、爱尔兰、葡萄牙、法国、克罗地亚、英格兰、威尔士；1990年代兴起一波来自俄罗斯和乌克兰的移民潮。少数族群为西班牙白人和当地土著混血的后裔，人数自西班牙殖民时期开始增加；20世纪初期叙利亚和亚美尼亚裔族群在商业和市政中发挥显著影响。
犹太人族群约为二十五万人为南美最多；多为北欧和中东欧的德系犹太人后裔。
日本人为首批移民布宜諾斯艾利斯的亚裔族群，主要来自冲绳；传统上日裔阿根廷人主要为花农，独占干洗业，其后裔职业拓展至所有民生领域；1970年代起，中国人和韩国人成为移民潮的主流，韩国人多从事超商。

### 宗教
在20世纪初，布宜诺斯艾利斯曾是世界上第二大天主教城市，仅次于巴黎。2019年，布宜诺斯艾利斯的宗座圣殿达到15座，居全球各城市第二位，仅次于罗马。基督教仍然是布宜诺斯艾利斯最常见的宗教信仰(~71.4%),2019年的一项关于宗教信仰和态度的调查发现，在布宜诺斯艾利斯都会区的居民中，56.4%信仰天主教, 26.2% 无宗教，15% 福音派；为全国非宗教人口比例最高的地区。之前2008年的一项调查显示，69.1%的人是天主教徒，18%的人“不关心”，9.1%的人是福音派教徒，1.4%是耶和华见证人或摩门教，2.3%的人信奉其他宗教。这两项调查之间的比较显示，在过去十年中，布宜诺斯艾利斯都会区的各宗教中，天主教的衰落最为明显。
布宜诺斯艾利斯的犹太人居拉丁美洲首位，居西半球第二位，仅次于美国。在城市文化史上，布宜诺斯艾利斯犹太社区的特点是具有高度的同化、组织和影响力。
布宜诺斯艾利斯是罗马天主教的都主教驻地（阿根廷的首席主教），现任都主教瑪略·奧來留·波利。他的前任豪尔赫·马里奥·贝尔戈里奥枢机，已于2013年3月13日当选为教宗方济各。此外还有新教、东正教、东仪天主教、佛教 以及其他各种宗教少数群体。

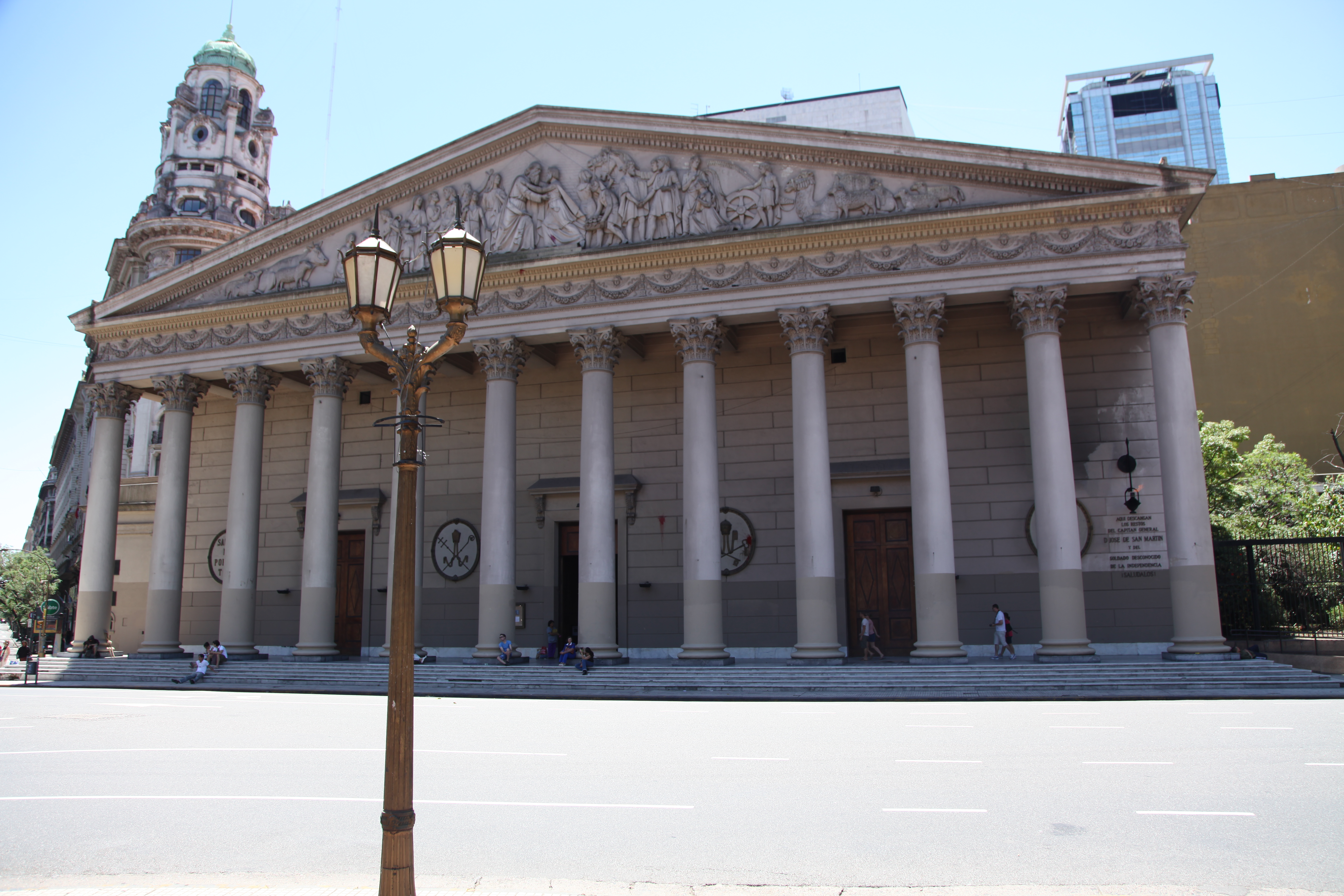
布宜诺斯艾利斯都主教座堂是该市的天主教总堂
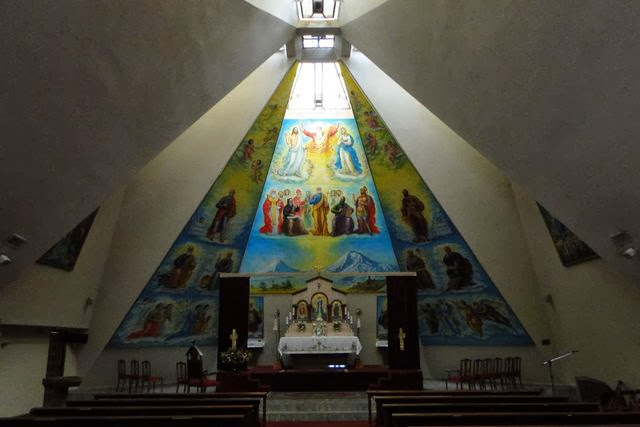
亞美尼亞禮天主教會纳雷科圣母主教座堂
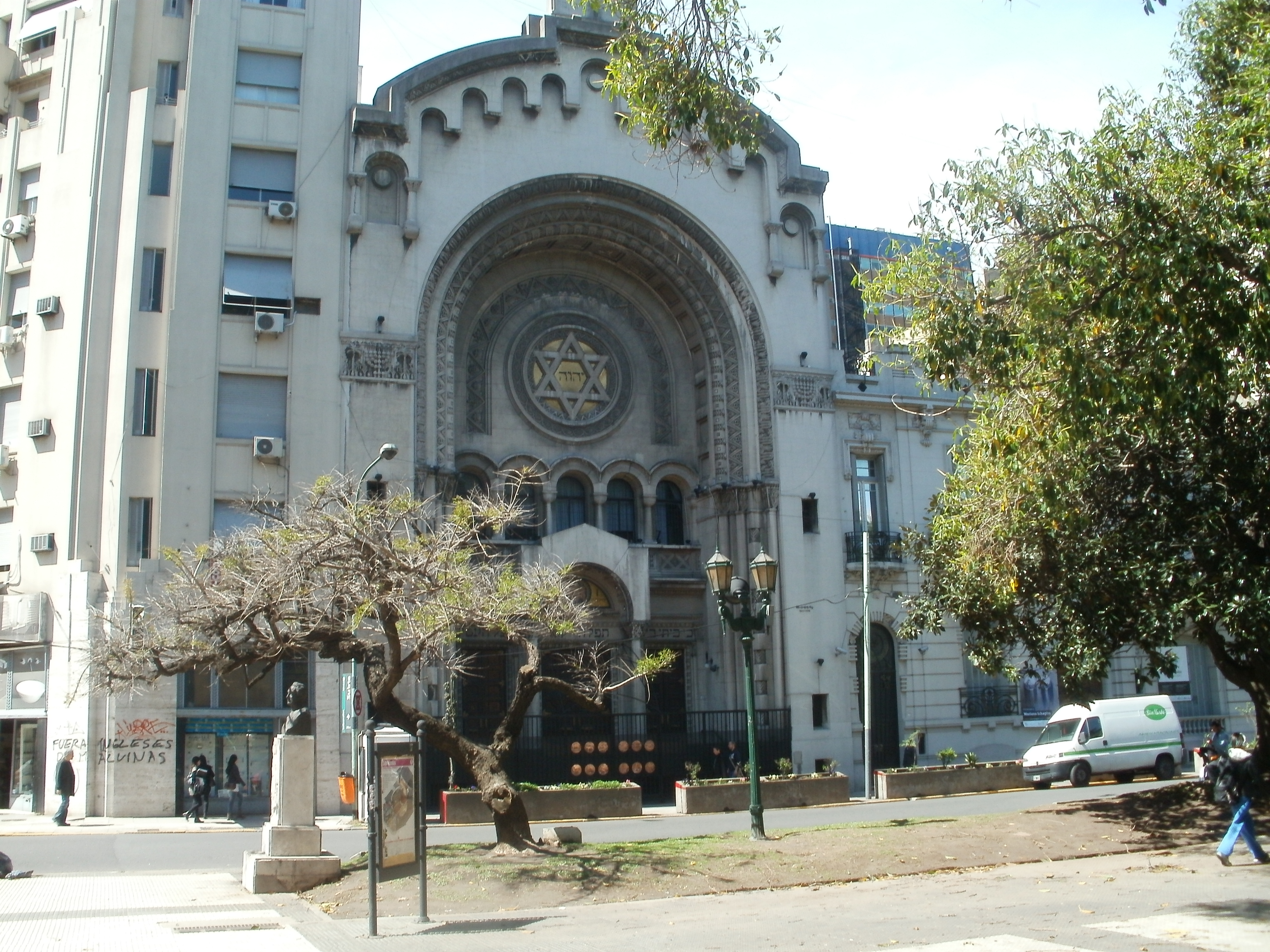
阿根廷以色列犹太会堂，又名自由圣殿（Templo Libertad）
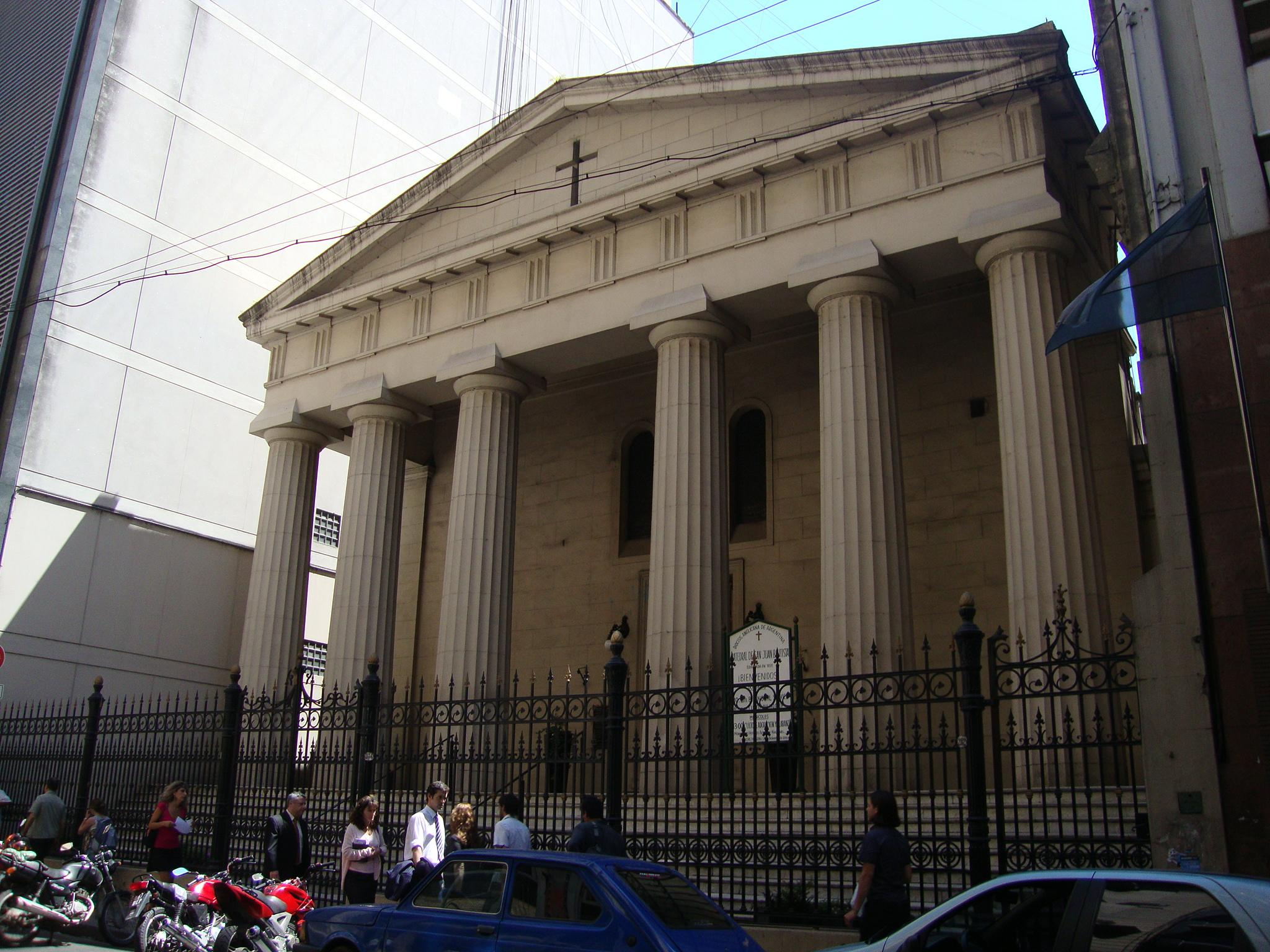
圣公会圣施洗约翰座堂
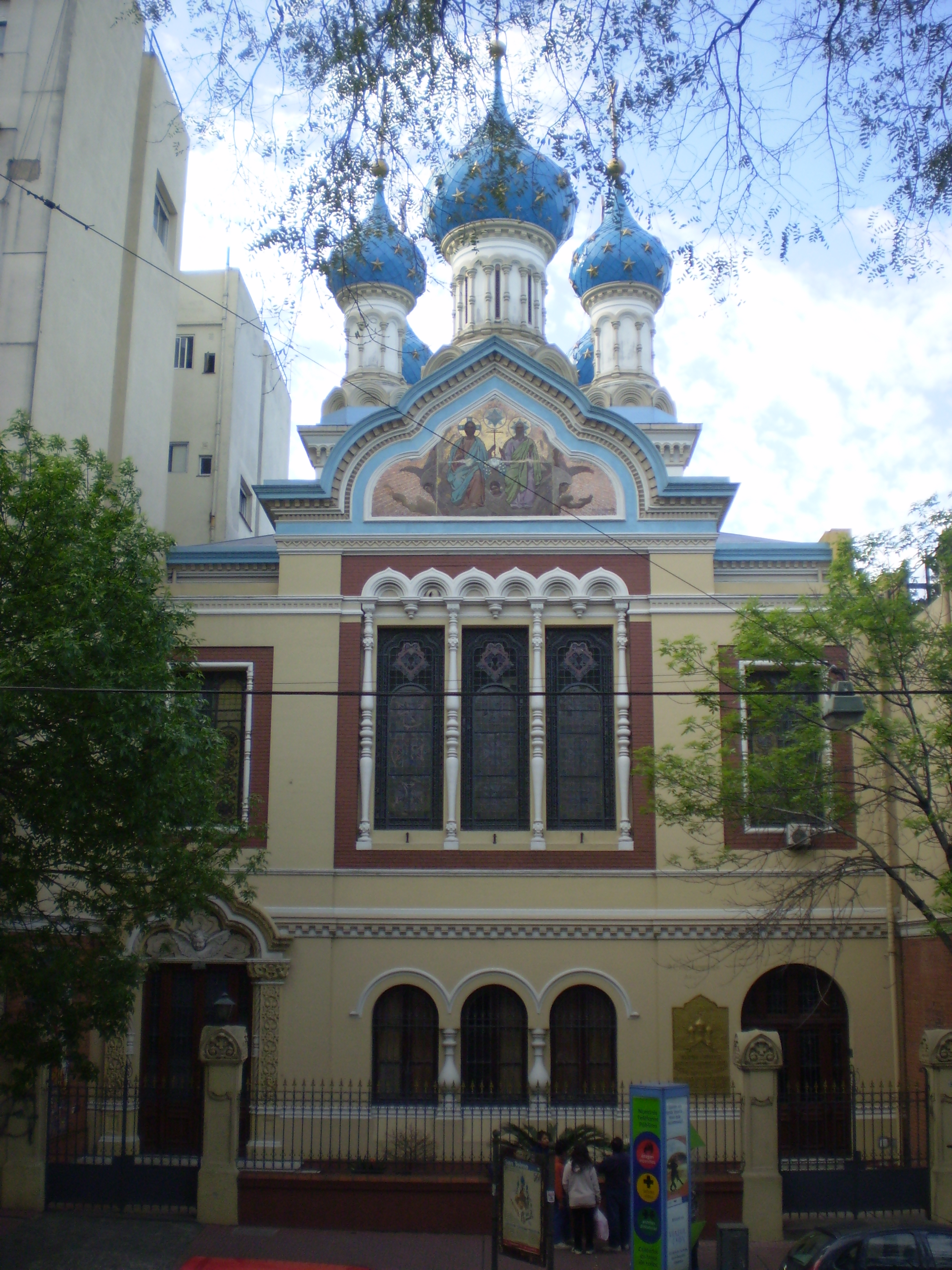
俄罗斯正教会圣三一主教座堂
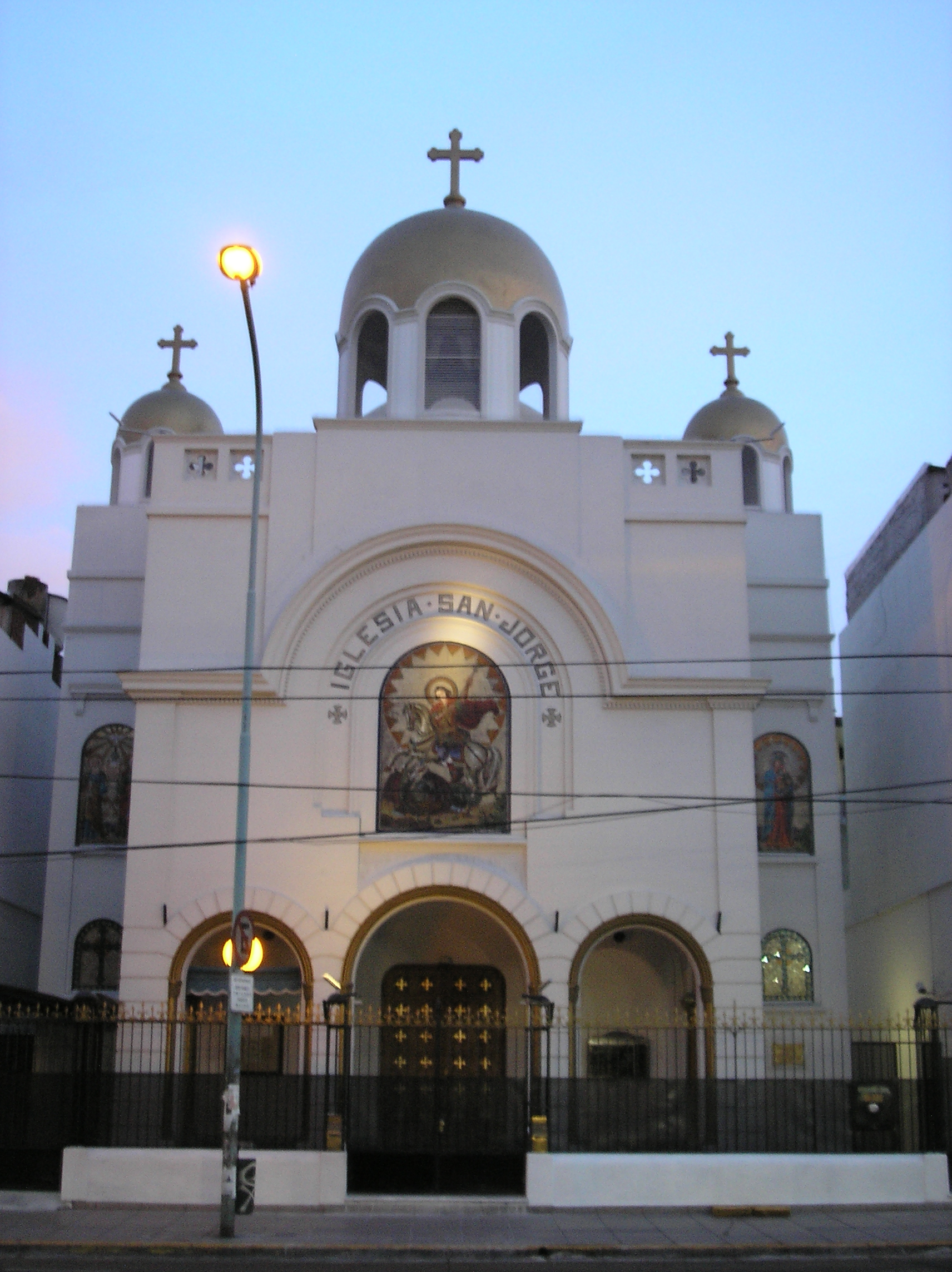
安提阿正教会圣乔治主教座堂

## 地理
属于亚热带湿润气候，夏季高温多雨，冬季温和少雨。
| 布宜诺斯艾利斯中央天文台（1981-2010）            | 布宜诺斯艾利斯中央天文台（1981-2010） | 布宜诺斯艾利斯中央天文台（1981-2010） | 布宜诺斯艾利斯中央天文台（1981-2010） | 布宜诺斯艾利斯中央天文台（1981-2010） | 布宜诺斯艾利斯中央天文台（1981-2010） | 布宜诺斯艾利斯中央天文台（1981-2010） | 布宜诺斯艾利斯中央天文台（1981-2010） | 布宜诺斯艾利斯中央天文台（1981-2010） | 布宜诺斯艾利斯中央天文台（1981-2010） | 布宜诺斯艾利斯中央天文台（1981-2010） | 布宜诺斯艾利斯中央天文台（1981-2010） | 布宜诺斯艾利斯中央天文台（1981-2010） | 布宜诺斯艾利斯中央天文台（1981-2010） |
| 月份                                             | 1月                                   | 2月                                   | 3月                                   | 4月                                   | 5月                                   | 6月                                   | 7月                                   | 8月                                   | 9月                                   | 10月                                  | 11月                                  | 12月                                  | 全年                                  |
| ------------------------------------------------ | ------------------------------------- | ------------------------------------- | ------------------------------------- | ------------------------------------- | ------------------------------------- | ------------------------------------- | ------------------------------------- | ------------------------------------- | ------------------------------------- | ------------------------------------- | ------------------------------------- | ------------------------------------- | ------------------------------------- |
| 历史最高温 °C（°F）                              | 43.3 (109.9)                          | 38.7 (101.7)                          | 37.9 (100.2)                          | 36.0 (96.8)                           | 31.6 (88.9)                           | 28.5 (83.3)                           | 30.2 (86.4)                           | 34.4 (93.9)                           | 35.3 (95.5)                           | 35.6 (96.1)                           | 36.8 (98.2)                           | 40.5 (104.9)                          | 43.3 (109.9)                          |
| 平均高温 °C（°F）                                | 30.1 (86.2)                           | 28.7 (83.7)                           | 26.8 (80.2)                           | 22.9 (73.2)                           | 19.3 (66.7)                           | 16.0 (60.8)                           | 15.3 (59.5)                           | 17.7 (63.9)                           | 19.3 (66.7)                           | 22.7 (72.9)                           | 25.6 (78.1)                           | 28.5 (83.3)                           | 22.7 (72.9)                           |
| 日均气温 °C（°F）                                | 24.9 (76.8)                           | 23.6 (74.5)                           | 21.9 (71.4)                           | 17.9 (64.2)                           | 14.6 (58.3)                           | 11.6 (52.9)                           | 11.0 (51.8)                           | 12.8 (55.0)                           | 14.6 (58.3)                           | 17.9 (64.2)                           | 20.6 (69.1)                           | 23.3 (73.9)                           | 17.9 (64.2)                           |
| 平均低温 °C（°F）                                | 20.1 (68.2)                           | 19.2 (66.6)                           | 17.7 (63.9)                           | 13.8 (56.8)                           | 10.7 (51.3)                           | 8.1 (46.6)                            | 7.4 (45.3)                            | 8.8 (47.8)                            | 10.3 (50.5)                           | 13.3 (55.9)                           | 15.9 (60.6)                           | 18.4 (65.1)                           | 13.6 (56.5)                           |
| 历史最低温 °C（°F）                              | 5.9 (42.6)                            | 4.2 (39.6)                            | 2.8 (37.0)                            | −2.3 (27.9)                           | −4 (25)                               | −5.3 (22.5)                           | −5.4 (22.3)                           | −4 (25)                               | −2.4 (27.7)                           | −2 (28)                               | 1.6 (34.9)                            | 3.7 (38.7)                            | −5.4 (22.3)                           |
| 平均降水量 mm（）                                | 138.8 (5.46)                          | 127.1 (5.00)                          | 140.1 (5.52)                          | 119.0 (4.69)                          | 92.3 (3.63)                           | 58.8 (2.31)                           | 60.6 (2.39)                           | 64.2 (2.53)                           | 72.0 (2.83)                           | 127.2 (5.01)                          | 117.3 (4.62)                          | 118.9 (4.68)                          | 1,236.3 (48.67)                       |
| 平均降水天数（≥ 0.1 mm）                         | 9.0                                   | 8.0                                   | 8.8                                   | 9.1                                   | 7.1                                   | 7.1                                   | 7.2                                   | 6.8                                   | 7.4                                   | 10.2                                  | 9.8                                   | 9.2                                   | 99.7                                  |
| 平均相對濕度（％）                               | 64.7                                  | 69.7                                  | 72.6                                  | 76.3                                  | 77.5                                  | 78.7                                  | 77.4                                  | 73.2                                  | 70.1                                  | 69.1                                  | 66.7                                  | 63.6                                  | 71.6                                  |
| 月均日照時數                                     | 279.0                                 | 240.8                                 | 229.0                                 | 220.0                                 | 173.6                                 | 132.0                                 | 142.6                                 | 173.6                                 | 189.0                                 | 227.0                                 | 252.0                                 | 266.6                                 | 2,525.2                               |
| 平均紫外线指数                                   | 12                                    | 11                                    | 9                                     | 6                                     | 3                                     | 2                                     | 2                                     | 4                                     | 6                                     | 8                                     | 10                                    | 12                                    | 7                                     |
| 来源1：Servicio Meteorológico Nacional           |                                       |                                       |                                       |                                       |                                       |                                       |                                       |                                       |                                       |                                       |                                       |                                       |                                       |
| 来源2：Deutscher Wetterdienst（日照，1961–1990） |                                       |                                       |                                       |                                       |                                       |                                       |                                       |                                       |                                       |                                       |                                       |                                       |                                       |

## 经济
布宜诺斯艾利斯不仅是阿根廷的政治中心，也是经济、科技、文化和交通中心。全市拥有八万多家工业企业，工业总产值占全国的三分之二，在国民经济中占有举足轻重的地位。该市的埃塞萨国际机场设备先进，海运航线可达五大洲。全国出口货物的38%、进口货物的59%在布港装卸。有9条铁路通往全国各地，市内有6条地铁。

## 当地名人
- 伊娜絲·艾芙隆（Inés Efron）
- 里卡杜·达林
- 卢克雷西娅·马特尔
- 豪尔赫·路易斯·博尔赫斯
- 教宗方濟各
- 迪亞哥·馬拉度納
- 格拉谢拉·博尔赫斯（Graciela Borges）

## 教育
诞生过多位诺贝尔奖得主的布宜诺斯艾利斯大学位于此地，此外当地的大学还有阿根廷帝国大学、布宜诺斯艾利斯理工学院、CEMA大学等。

## 交通

### 機場
參見：埃塞薩皮斯塔里尼部長國際機場

### 地鐵
參見：布宜諾斯艾利斯地鐵

## 文化

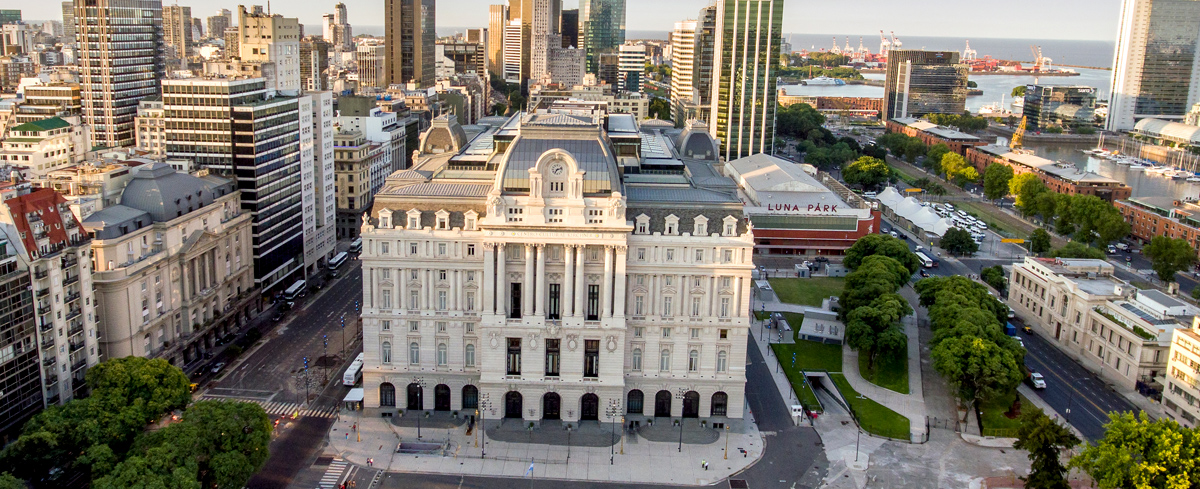
基什内尔文化中心，设于原布宜诺斯艾利斯中央邮局，是拉丁美洲最大的文化中心

布宜诺斯艾利斯受到欧洲文化的强烈影响，被称作「南美的巴黎」。该市拥有数十家剧院，以及拉丁美洲最繁忙的现场戏剧产业。事实上，每个周末，使这座城市大约有300家活跃的剧院上演戏剧，这一数字居全球第一，甚至超过了伦敦、纽约或巴黎这些文化圣地。超过10个地点和5年历史的文化节的数量在全球排名第二，仅次于爱丁堡。基什内尔文化中心（Centro Cultural Kirchner），设于原布宜诺斯艾利斯中央邮局，是拉丁美洲最大的文化中心，也是全球第三大文化中心。
布宜诺斯艾利斯是国际级歌剧院哥伦布剧院的所在地。这里有好几个交响乐团 和合唱团。这座城市有许多与工艺美术、历史、美术、现代艺术、装饰艺术、流行艺术、宗教艺术、戏剧和流行音乐有关的博物馆，以及著名艺术收藏家、作家、作曲家和艺术家的故居。这座城市拥有数百家书店、公共图书馆和文化协会（有时被称为“图书之城”），也是拉丁美洲最活跃的剧院集中地。 它有一个动物园和植物园，大量的景观公园和广场，以及许多教派的教堂和礼拜场所，其中许多在建筑上都值得关注。
2005年，该市被命名为“设计之都”后，该市一直是全球创意城市网络的成员
。

### “波尔蒂诺”身份
“波尔蒂诺”（porteño）身份有着丰富而复杂的历史，一直是许多分析和研究的主题。20世纪初的欧洲移民浪潮与“布宜诺斯艾利斯日益增长的主导地位和随之而来的都市身份”二者叠加，更加深了阿根廷城乡之间的分裂。移民“为这座城市带来了新的传统和文化标志”，然后在“波尔蒂诺”的语境下重新建构，由于新的位置，有了新的意义层次。国家元首 试图在该国植入并重塑 国族认同，导致移民集中在该市及其郊区，他们创造了一种文化，这种文化是“种族融合的冲突、生活困难和沟通困惑的产物。”作为对移民浪潮的回应，在20世纪20年代和30年代，阿根廷知识精英中出现了一股民族主义趋势，将高乔人形象美化为阿根廷文化的典范原型；它与欧洲传统的结合符合布宜诺斯艾利斯的新城市特征。当移民意识到他们的欧洲文化可以帮助他们获得更高的社会地位时，布宜诺斯艾利斯的融合和身份形成问题变得更加复杂。从20世纪30年代开始，随着农村人口迁往工业化城市，他们重申了自己的欧洲根源，采用内婚制，建立私立学校、外文报纸和按原籍国认同的协会。
“波尔蒂诺”通常被描述为夜猫子、有教养、健谈、不羁、敏感、怀旧、观察力强、傲慢。在布宜诺斯艾利斯之外的阿根廷人通常对首都居民的刻板印象是自私自利者，这一特征通常又被美洲人和西方人认为全阿根廷人的特征，并被用作许多笑话的主题。克里斯蒂娜•佩雷斯在为BBC Mundo撰文时认为，“阿根廷人高度发展自我的想法在伦法多字典中找到了强有力的证据”，比如“engrupido”（意为“虚荣”或“自负”），“compadrito”（意为“勇敢”和“吹牛”），后者是探戈的原型。自相矛盾的是，“波尔蒂诺” 也被描述为高度自我批评， 有时称为“自我硬币的另一面”。作家认为这些行为的存在是二十世纪初这座城市经历的欧洲移民和繁荣的结果，这在部分人口中产生了优越感。

### 艺术

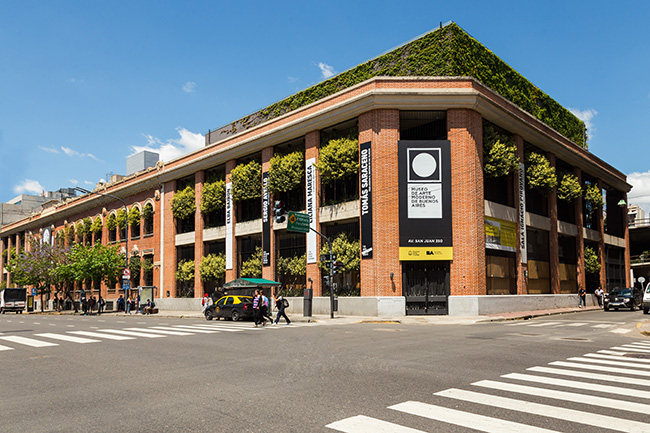
布宜諾斯艾利斯現代藝術博物館

布宜诺斯艾利斯拥有繁荣的艺术文化， 拥有“大量的博物馆，从默默无闻到世界级。”巴勒莫区和雷科莱塔区是该市艺术传播的传统堡垒，但是近年来，在马德罗港（Puerto Madero）或博卡区等其他地区也出现了展览场地的趋势；著名的场馆包括布宜诺斯艾利斯拉丁美洲艺术博物馆（MALBA）、國立貝拉斯藝術博物館、普罗阿基金会艺术馆（Fundación Proa）、法埃纳艺术中心、和乌西纳艺术馆（Usina del Arte）。其他受欢迎的机构还有布宜诺斯艾利斯现代艺术博物馆、昆奎拉•马汀博物馆、埃维塔博物馆、费尔南德斯•布兰科博物馆、何塞•埃尔南德斯博物馆和格拉斯宫（Palais de Glace）等。在每年举行一次的传统活动“博物馆之夜”（La Noche de los Museos），该市的博物馆、大学和艺术空间将免费开门，直到清晨；通常在11月举行。。
阿根廷的第一次重大艺术运动与该国政治自由的最初迹象同时发生，例如1913年无记名投票和男子普选，1916年第一位民选总统伊波利托·伊里戈延，以及1918年包含大学改革的文化革命。在这一背景下，继续受到巴黎画派（莫迪利亚尼、夏加尔、苏汀、克莱）的影响，出现了三个主要群体。
布宜诺斯艾利斯是一些具有全国和国际意义的艺术家和艺术运动的诞生地，并已成为阿根廷艺术创作的中心主题，尤其是自20世纪以来。例如：巴黎小组 –因受到巴黎画派的影响而得名– 包括安东尼奥·贝尼、阿奎尔斯·巴迪、利诺·埃尼亚·斯皮林贝戈、拉奎尔·福纳和阿尔弗雷多·比加蒂等人；拉博卡艺术家，包括昆奎拉·马汀、和阿尔弗雷多•拉扎里等——大多来自意大利或意大利后裔，通常描绘工人阶级港口社区的场景。20世纪60年代，位于佛罗里达街的托卡托-迪-特拉研究所（Torcuato di Tella Institute）成为波普艺术、表演艺术、装置艺术、概念艺术和实验剧场的主要本地中心；这一代艺术家包括玛尔塔·米努金、达利拉·普佐维奥、大卫·拉梅拉斯和克洛林多·特斯塔。
布宜诺斯艾利斯已成为当代街头艺术的一个突出中心；它的欢迎态度使它成为世界上这种表达的顶级首都之一。这座城市动荡的现代政治历史在“波尔蒂诺”中孕育了强烈的表达感”，城市艺术被用来描绘这些故事，以及抗议的手段。然而，并不是所有的街头艺术都与政治有关，它也被用作民主和言论自由的象征。壁画和涂鸦非常常见，以至于它们被认为是“日常事件”，已成为巴勒莫、 Villa Urquiza、Coghlan和San Telmo等区城市景观的一部分。这与此类活动的合法性有关（前提是建筑业主同意），也与地方当局的接受程度有关，地方当局甚至加以资助。城市艺术家创作作品的场所丰富，街头艺术的规则相对宽松，吸引了国际艺术家，如Blu, Jef Aérosol, Aryz, ROA和Ron English。
来此观看壁画和涂鸦的旅游团人数一直在稳步增长。

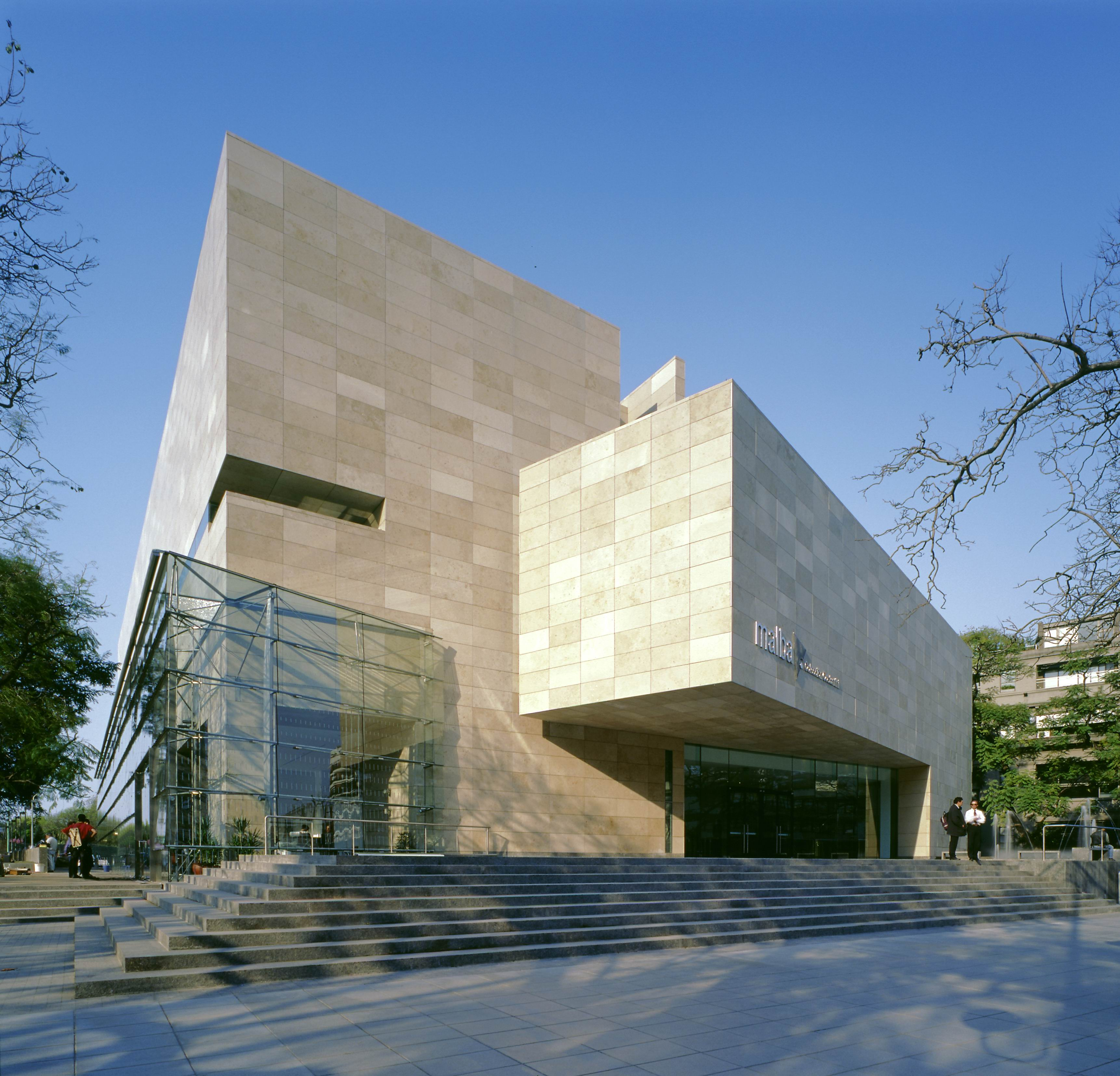
MALBA
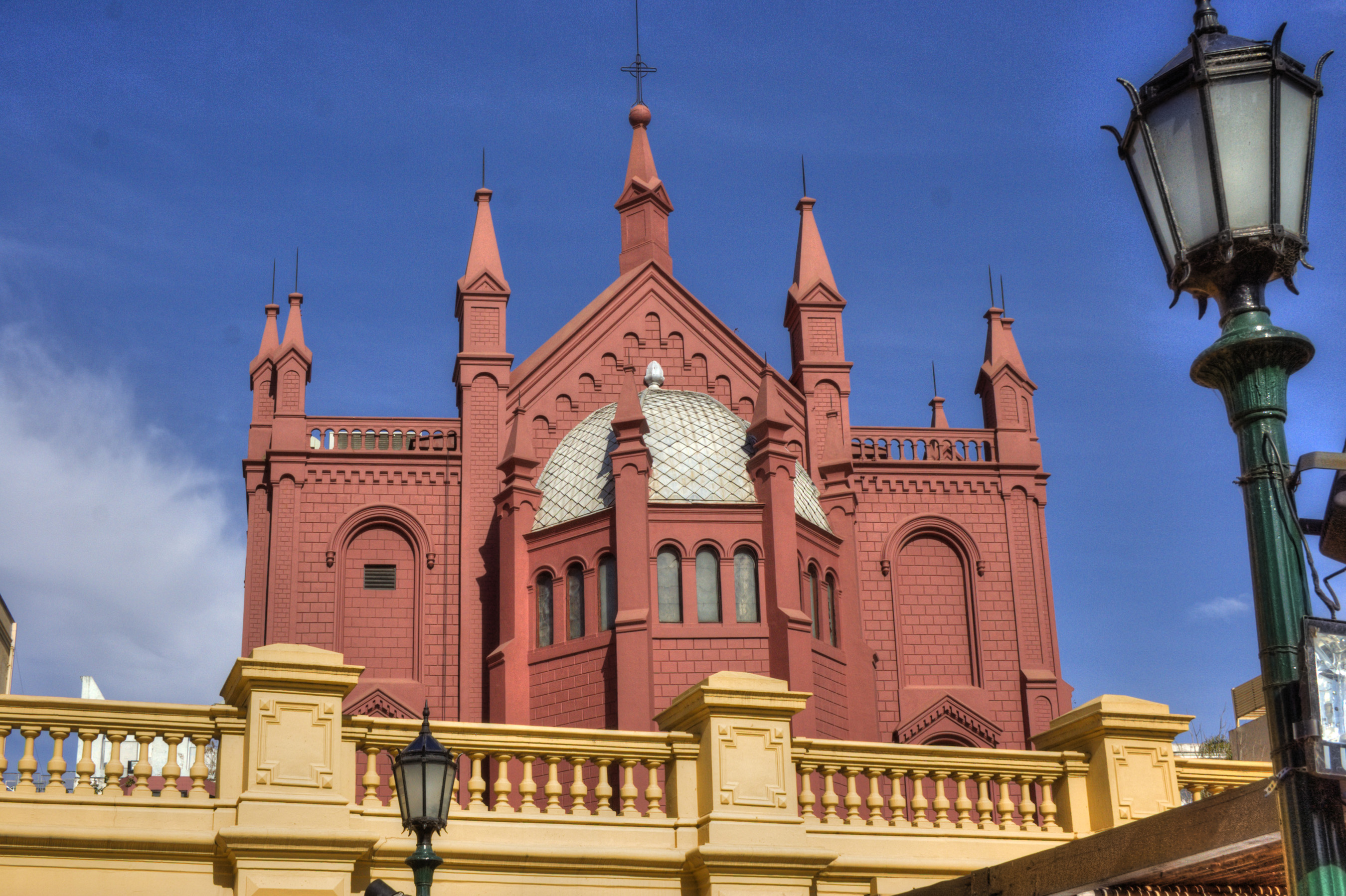
Recoleta Cultural Center
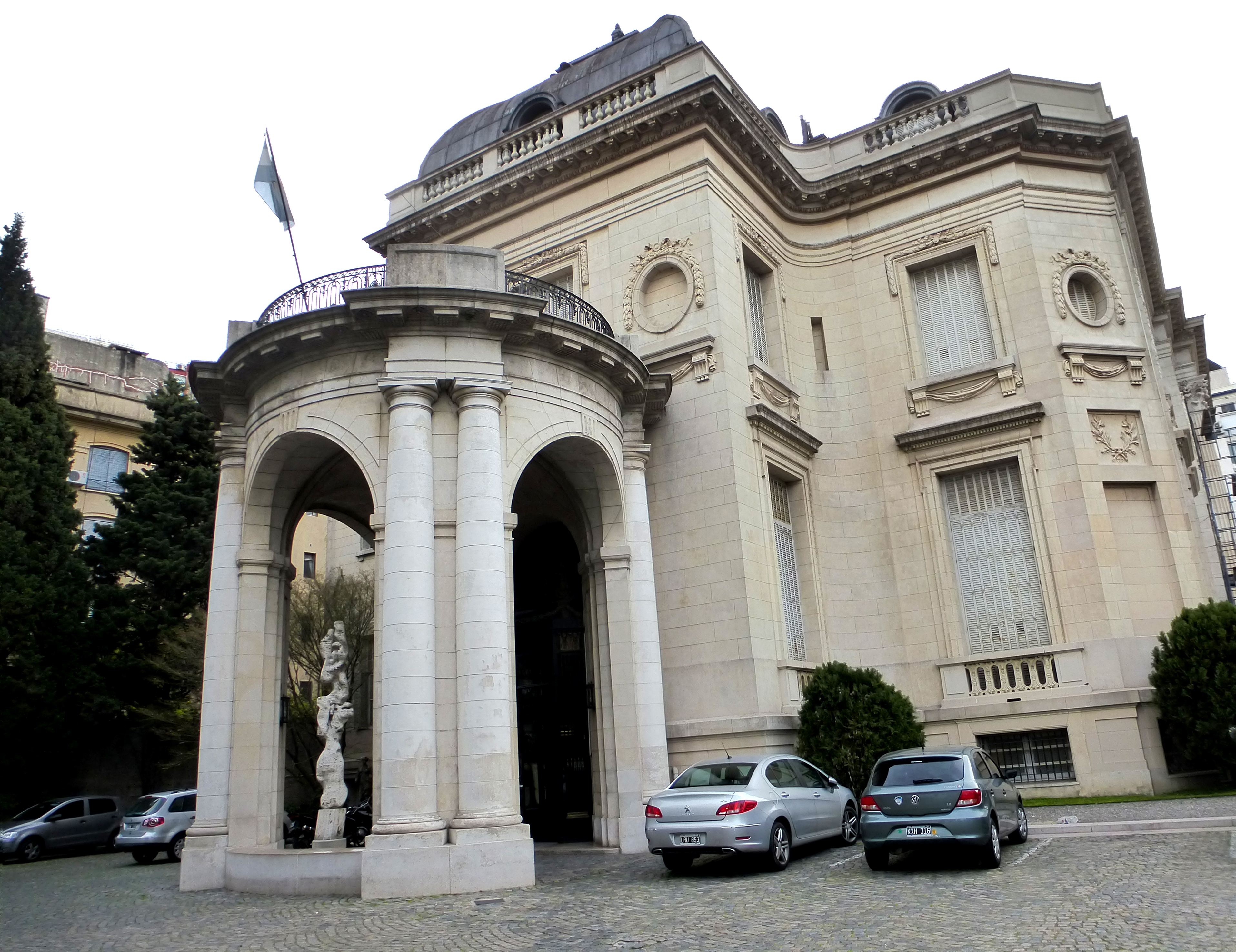
装饰艺术博物馆
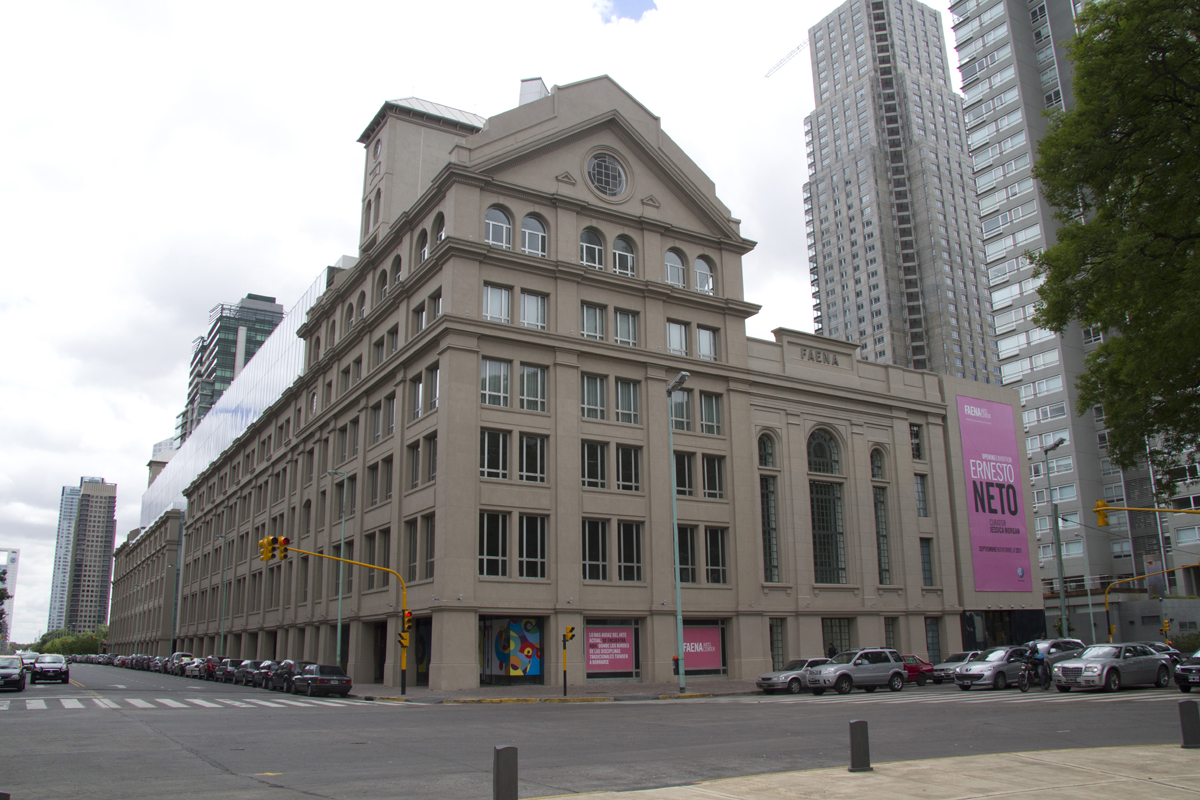
法埃纳艺术中心

布宜诺斯艾利斯时装周也在此举办，使得布宜诺斯艾利斯成为拉丁美洲的时尚中心之一，2005和2007年两度成为UNESCO设计之都。

### 文学

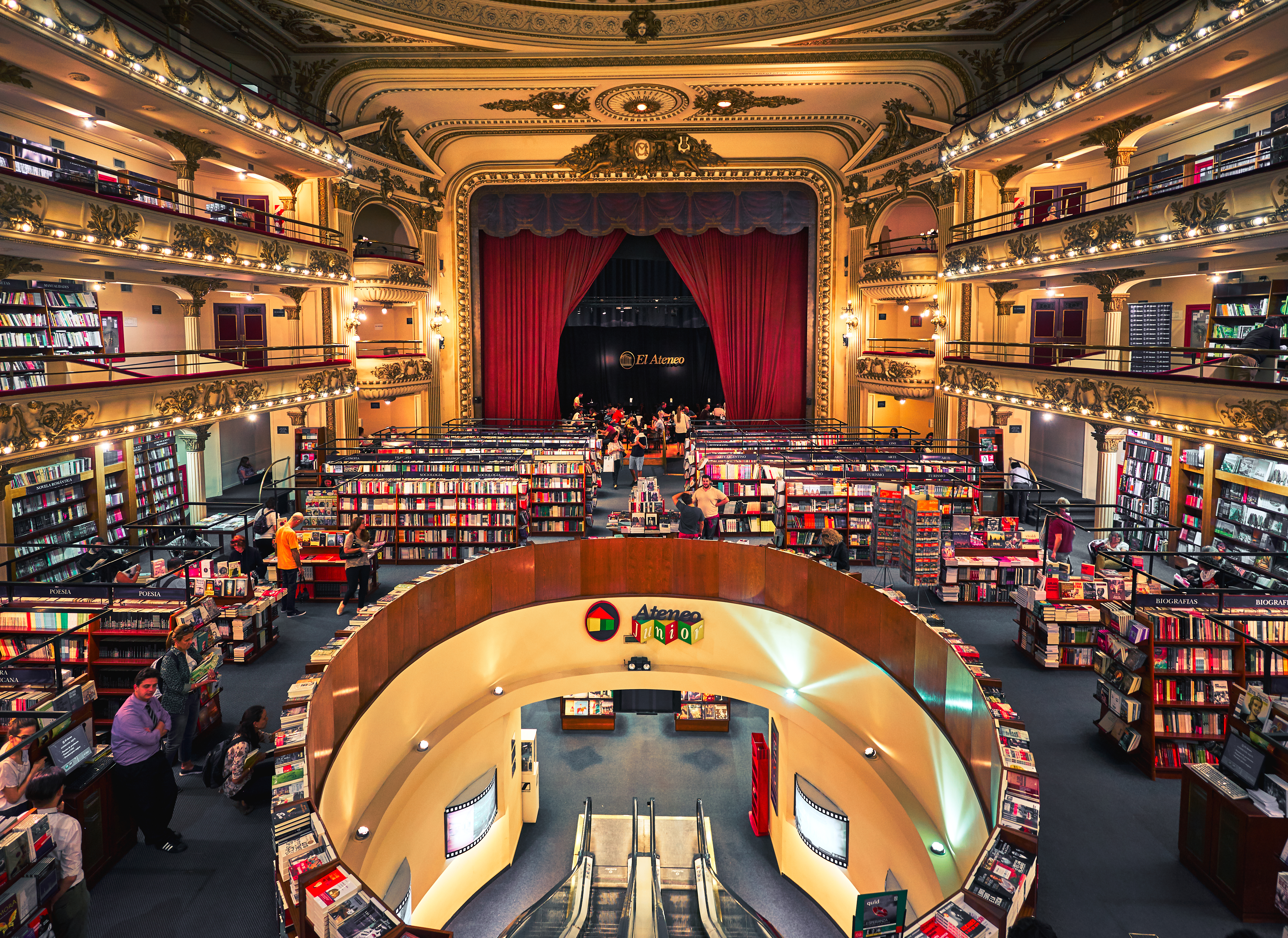
The interior of El Ateneo Grand Splendid, a celebrated bookstore located in the barrio of Recoleta.

布宜诺斯艾利斯长期以来一直被认为是拉丁美洲和西班牙语世界的智力和文学之都。尽管布宜诺斯艾利斯的城市历史很短，但它有丰富的文学作品。在19世纪末和20世纪初，文化随着经济的发展而繁荣，这座城市成为了文学之都和南美最强大的出版业所在地，“即使经济道路变得崎岖不平，普通阿根廷人还是接受并坚持阅读的习惯。”到了20世纪30年代，布宜诺斯艾利斯已成为西班牙语世界无可争议的文学之都，维多利亚•奥坎波创办了极具影响力的《南方》杂志（Sur）—该杂志主导了西班牙语文学30年—，以及逃离西班牙内战的著名西班牙作家和编辑的到来。
布宜诺斯艾利斯是拉丁美洲最多产的图书出版社之一，人均书店数量超过世界上任何其他主要城市。布宜诺斯艾利斯至少有734家书店，大约每10万居民有25家书店，远远高于伦敦、巴黎、马德里、莫斯科和纽约等其他世界城市。该市还拥有一个活跃的二手书市场，按每个居民的二手书店数量计算，该市排名第三，其中大多数都聚集在科连特斯大道附近。布宜诺斯艾利斯的图书市场被描述为“天主教徒品味，不受时尚的影响”，需求“广泛多样”阅读在“波尔蒂诺”中的流行，与19世纪末20世纪初的大规模移民浪潮，以及该市对精神分析的“痴迷”有着多样的联系。
自1975年第一届书展以来，布宜诺斯艾利斯国际书展一直是该市的一项重大活动，被称为“可能是西班牙语世界最重要、规模最大的年度文学活动” 和“拉丁美洲最重要的文化活动” 。2019年的书展有180万人参加。

### 建筑

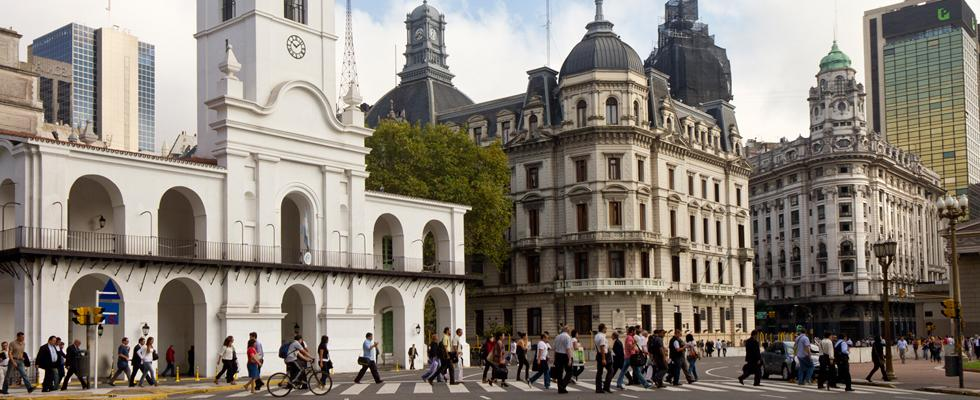
玻利瓦尔街面对卡比尔多和罗克·萨恩斯·佩尼亚大道，在西班牙殖民地建筑的历史中心，可以看到城市多元建筑风格融合的特征，包括西班牙殖民地建筑、布雜藝術和现代主义建筑.

西班牙殖民地建筑建筑的特点是折衷主义，元素类似于巴黎和马德里。由于移民，西班牙殖民地建筑、装饰风艺术、新艺术运动、哥德复兴式建筑和法国波旁风格在这里互相混合。意大利和法国的影响力在19世纪初阿根廷独立宣言发布之后有所增加，但是布杂风格一直持续到20世纪头十年。
在19世纪下半叶和20世纪初, 当欧洲的影响渗透到该国时，在布宜诺斯艾利斯的几座建筑，进行了翻修的尝试，如埃内斯托·邦奇的圣斐理谦堂（Iglesia Santa Felicitas）；维托里奥·米诺的司法宫和阿根廷国会宫；以及弗朗西斯科·坦布里尼和维托里奥·米诺的哥伦布剧院。
在布宜诺斯艾利斯可以看到拉普拉塔河巴洛克风格，包括意大利建筑师如安德烈·布兰基和安东尼奥·马塞拉的作品，如圣依纳爵堂、柱子圣母圣殿、布宜诺斯艾利斯都主教座堂和 卡比尔多。
1912年，圣体圣殿向公众开放；它的建设是由阿根廷慈善家、阿根廷最著名家庭的成员梅塞德斯·卡斯特拉诺斯·德安科雷纳慷慨捐款资助的。该堂是法国新古典主义的一个优秀的例子。内部装饰非常高级，拥有阿根廷教堂中最大最豪华的管风琴。祭坛完全用大理石建造，是当时南美最大的祭坛。
1919年，巴罗洛宫开始修建。这是当时南美最高的建筑，也是阿根廷第一座用混凝土建造的摩天大楼（1919-1923年）大楼配有9部电梯，外加一个20米高的大厅，天花板装饰有壁画和金色青铜字母的拉丁文短语。顶部（110米）安装了灯塔，即使在乌拉圭也能看到这座建筑。2009年，巴罗洛宫进行了全面修复，灯塔再次投入使用。
1936年，120米高的卡瓦纳大厦落成。它有12部电梯，和世界上第一个中央空调系统，现在仍是布宜诺斯艾利斯的建筑地标。
19世纪下半叶的建筑继续复制法国新古典主义模型，如亚历杭德罗·巴斯蒂略的阿根廷国家银行总部，马丁·诺尔的布宜诺斯艾利斯西语美洲博物馆（Museo Hispanoamericano de Buenos Aires）。但是，自20世纪30年代以来，勒·柯布西耶和欧洲理性主义的影响由图库曼大学的一批年轻建筑师巩固，其中包括阿曼西奥·威廉姆斯。直到20世纪50年代，布宜诺斯艾利斯的摩天大楼建设激增。20世纪最后几年和21世纪初，阿根廷建筑师建造的新的现代高科技建筑包括马里奥·阿尔瓦雷斯的勒帕克大厦、桑切斯·埃利亚的福塔巴塔，以及西萨·佩里的YPF公司总部大厦。

### 體育
當地的足球也相當有名，擁有曾經是马拉多纳主隊的博卡青年，以及河床等著名的足球隊。

### 事件
- 2009年維基媒體年會在此舉行。
- 2011年4月23日-2012年4月23日，布宜諾斯艾利斯為世界書都。
- 2018年夏季青年奥林匹克运动会在此举行。

## 旅游
最受欢迎的旅游景点位于该市的历史中心，特别是蒙特塞拉特和圣泰尔莫街区。布宜诺斯艾利斯围绕殖民地行政中心五月广场发展起来。广场东侧是阿根廷政府行政部门玫瑰宫。在北侧，布宜诺斯艾利斯都主教座堂自殖民时代一直矗立于此，还有阿根廷国家银行大楼。其他重要的殖民地机构是西侧的布宜诺斯艾利斯卡比尔多，在修筑五月大道时修复。西北侧则是市政厅。

### 地标
- 布宜诺斯艾利斯卡比尔多
- 卡瓦纳大厦

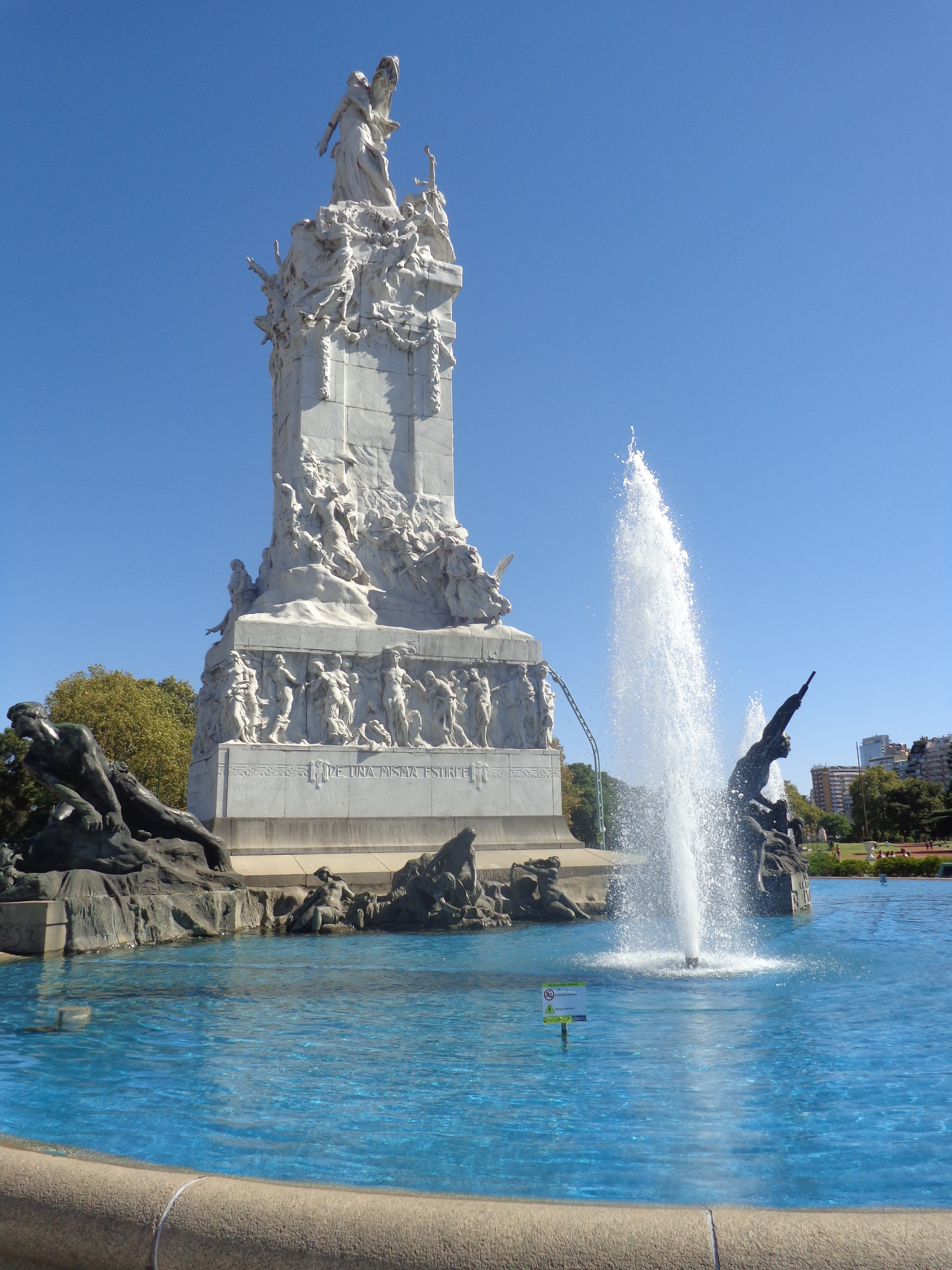
Monument to the Carta Magna and Four Regions of Argentina in the neighborhood of Palermo

- 布宜诺斯艾利斯都主教座堂是天主教布宜诺斯艾利斯总教区的主教座堂，俯瞰市中心的五月广场，位于圣马丁街和里瓦达维亚街转角。
- 阿根廷國家圖書館：阿根廷最大的图书馆、美洲最重要的图书馆之一
- 布宜诺斯艾利斯方尖碑：1936年5月，为庆祝该市建城四百周年而建。位于共和国广场（Plaza de la República）的中心， 七月九日大道和科连特斯大道交汇处，总高度67米。
- 流水宫（Palacio de Aguas Corrientes）

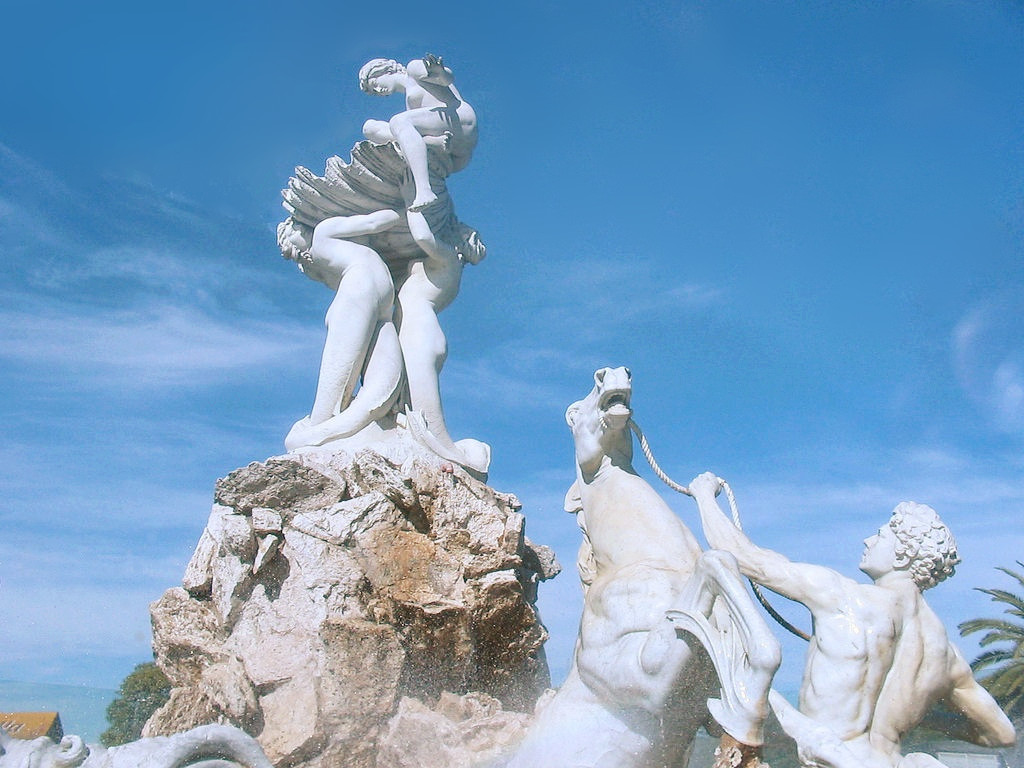
Las Nereidas font by Lola Mora
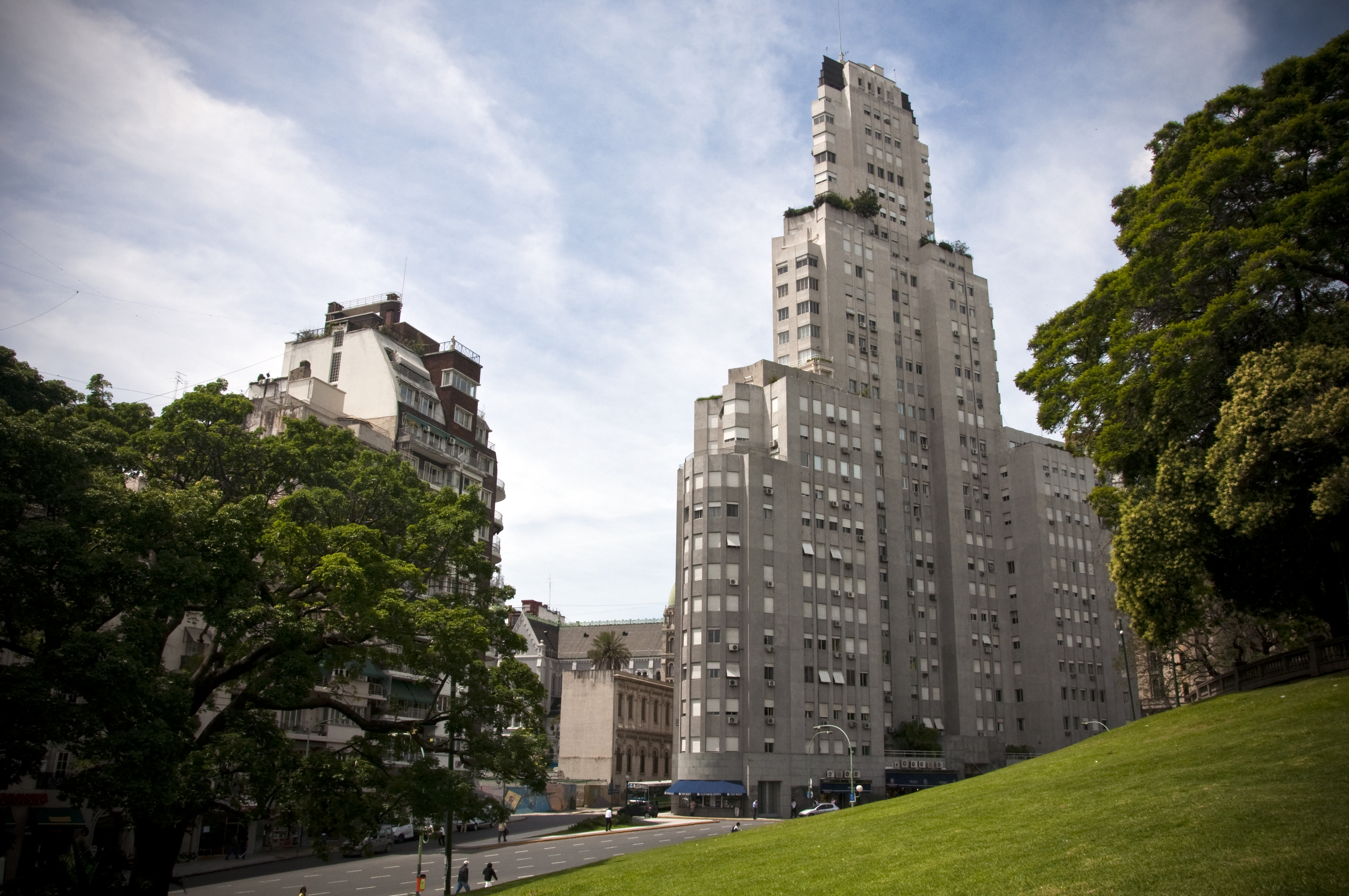
卡瓦纳大厦
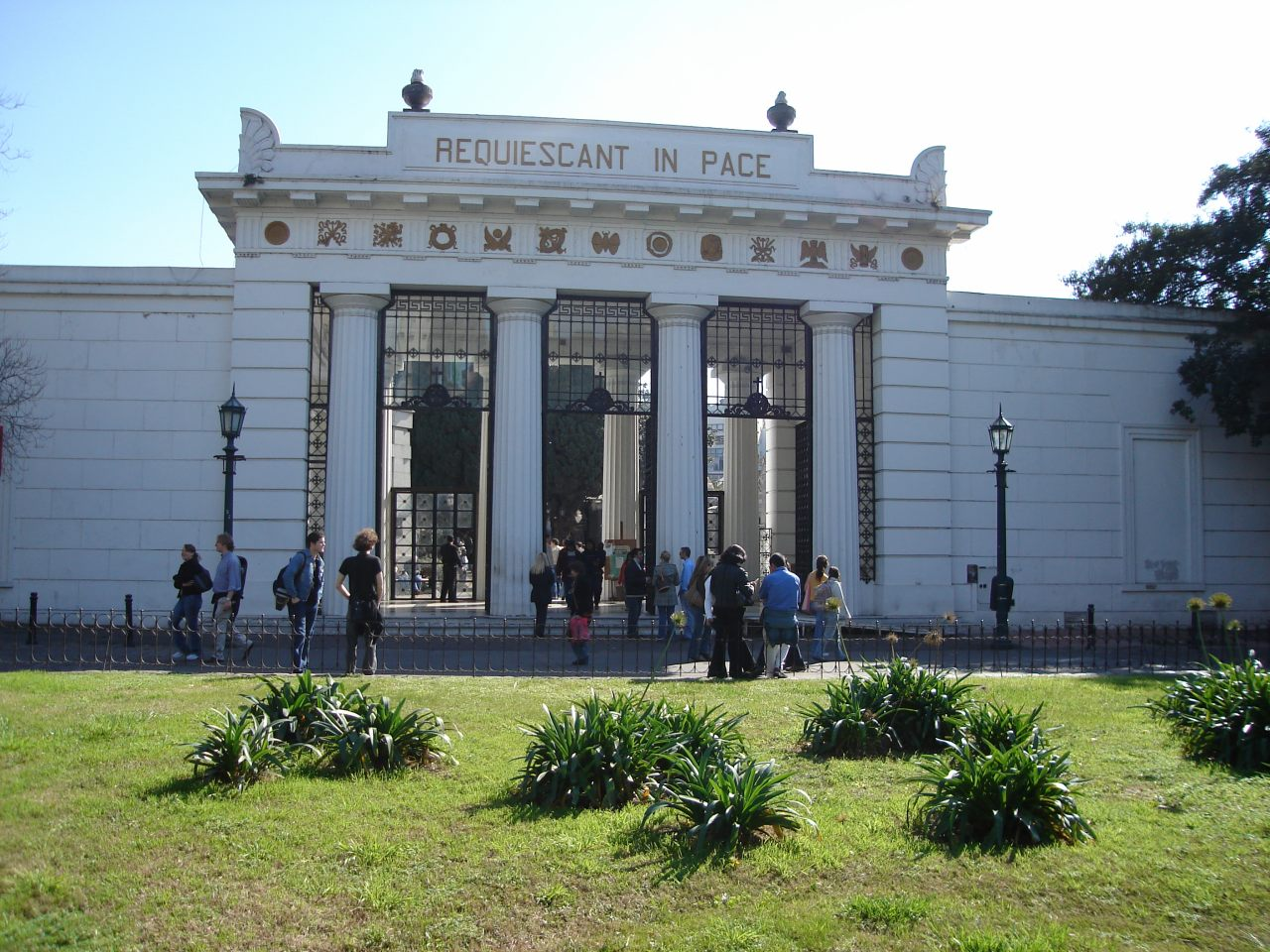
La Recoleta Cemetery
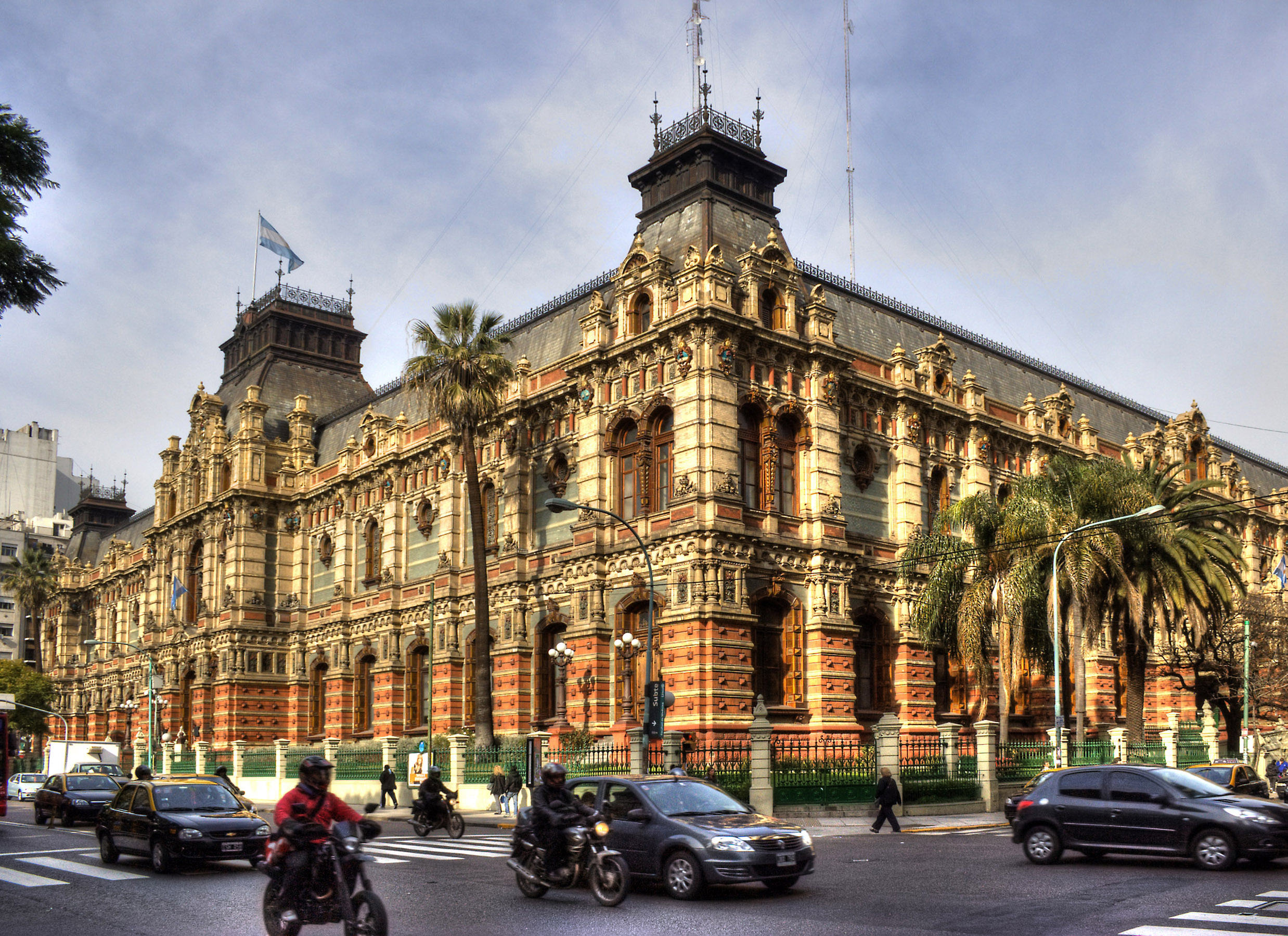
流水宫

## 友好城市

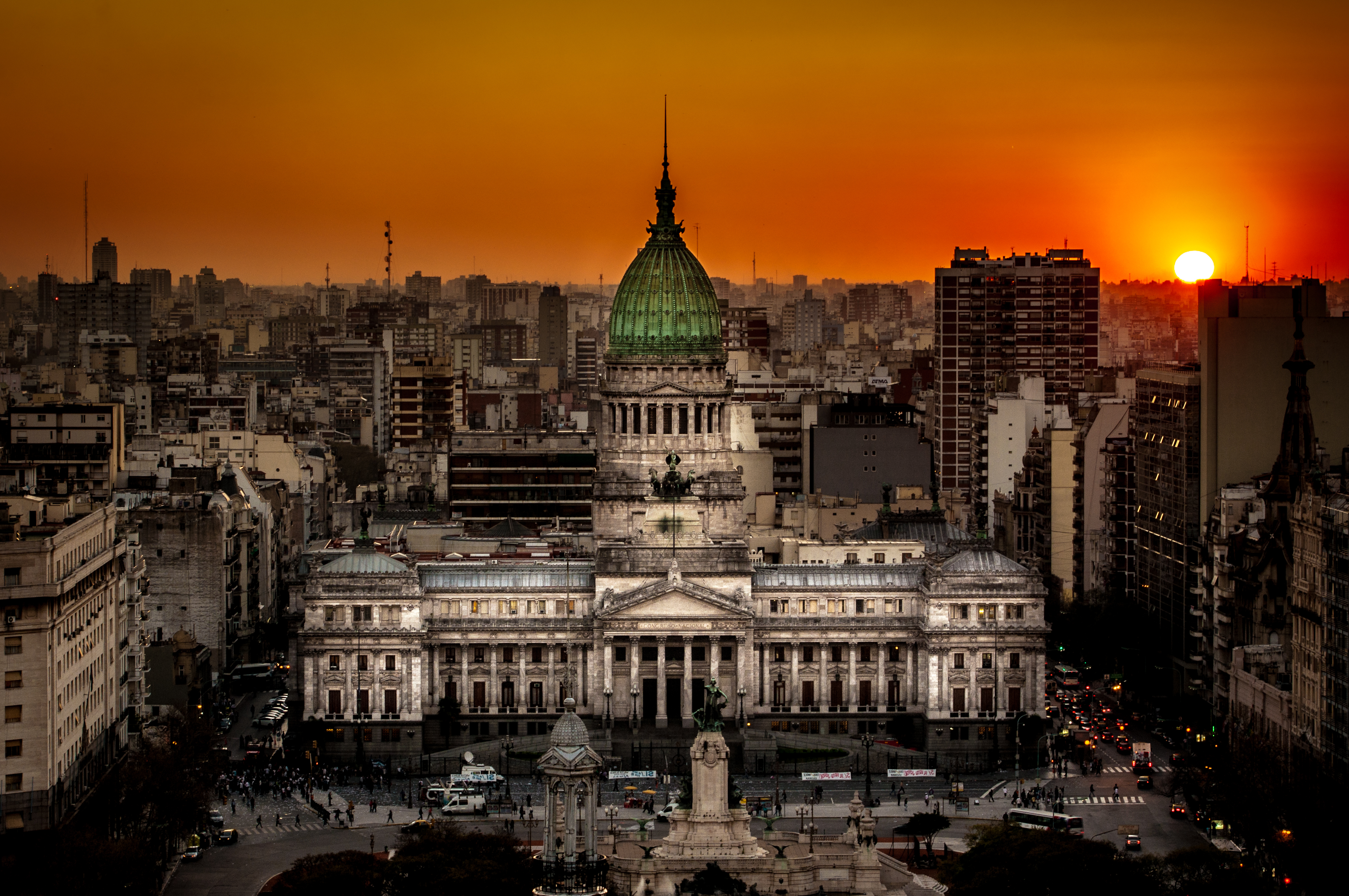
市議會

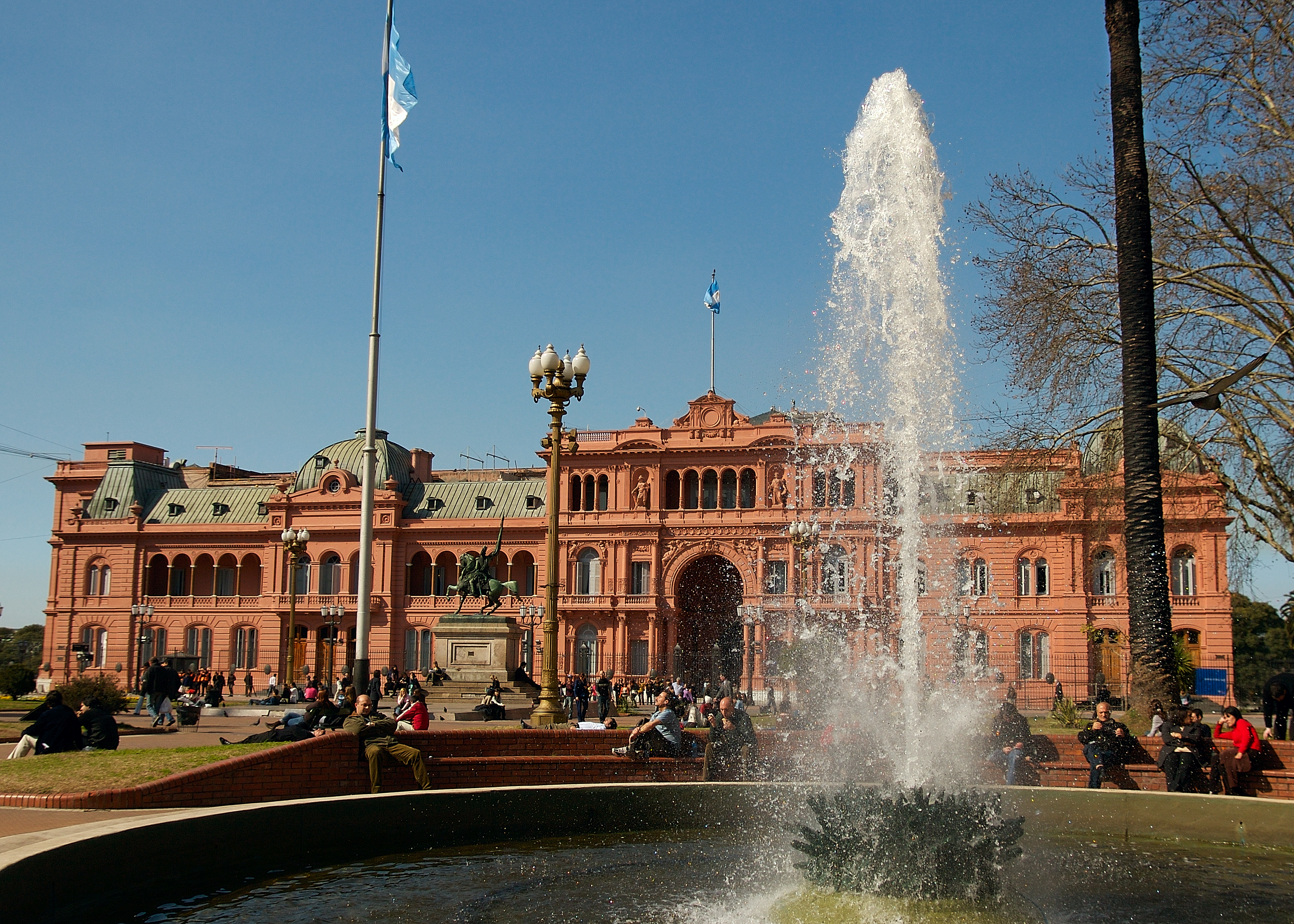
卡薩宮

| - 亞美尼亞埃里温 - 巴西巴西利亚 - 巴西圣保罗 - 巴西里约热内卢 - 加拿大渥太华 - 智利圣地亚哥 - 中国北京 - 哥伦比亚波哥大 - 萨格勒布 - 圣多明各 - 法國巴黎 - 法國图卢兹 - 德国柏林 - 以色列耶路撒冷 - 以色列特拉维夫 - 義大利米兰 - 義大利那不勒斯 - 義大利罗马 |  | - 日本大阪 - 巴拉圭亚松森 - 秘魯利马 - 波蘭华沙 - 葡萄牙里斯本 - 塞爾維亞贝尔格莱德 - 首尔 - 西班牙安达卢西亚 - 西班牙巴塞罗那 - 西班牙毕尔巴鄂 - 西班牙加的斯 - 西班牙马德里 - 西班牙奥维耶多 - 西班牙圣地亚哥-德孔波斯特拉 - 西班牙塞维利亚 - 英国伦敦 - 美国迈阿密 - 乌拉圭蒙得维的亚 |

### 引用
1. ↑  .   [2014-08-26]. （原始内容存档于2010-12-20）.
2. ↑  .   [2011-02-25]. （原始内容存档于2010-12-20）.
3. ↑  . United Nations Development Programme.   [2021]. （原始内容存档于2025-04-24） （英语）.
4. ↑  . Departamento de Asuntos Sociales y Económicos de la ONU.   [2014]. （原始内容存档于2016-05-29）.
5. ↑  Ivereigh, Austen. . Springer. 2016: 76. ISBN 9781349136186. Buenos Aires was the second largest Catholic city in the world (after Paris)
6. ↑  Clark, Francis Edward. . Princeton University Pree. 1907: 208. ... BUENOS AYRES second largest Roman Catholic city in the world, the largest Spanish-speaking city in the world...
7. ↑  List of all Minor Basilicas （页面存档备份，存于）  by Giga-Catholic Information
8. 1 2 3  Mallimac, Fortunato; Giménez Béliveau, Verónica; Esquivel, Juan Cruz; Irrazábal, Gabriela.  (PDF). Centro de Estudios e Investigaciones Laborales (CEIL). CONICET. 2019  [2019-11-19]. ISSN 1515-7466. （原始内容存档 (PDF)于2020-11-11） （西班牙语）.
9. ↑  Mallimac, Fortunato; Esquivel, Juan Cruz; Irrázabal, Gabriela.  (PDF). Centro de Estudios e Investigaciones Laborales (CEIL). CONICET. 2008  [2020-02-13]. （原始内容存档 (PDF)于2015-10-10） （西班牙语）.
10. ↑  . La Nación. 2005-06-06  [2020-02-13]. （原始内容存档于2021-01-26） （西班牙语）.
11. ↑  Rosenswaike, Ira. . Jewish Social Studies (Indiana University Press). October 1960, 22 (4): 195–214. JSTOR 4465819.
12. ↑  . Mexico City: Enlace Judío. 2013-01-14  [2020-02-13]. （原始内容存档于2020-02-14） （西班牙语）.
13. ↑  . Beliefnet.   [2016-02-12]. （原始内容存档于2016-03-04）.
14. ↑  . Servicio Meteorológico Nacional.   [2018-02-23]. （原始内容存档于2018-01-19）.
15. ↑  . Global station data 1961–1990—Sunshine Duration. Deutscher Wetterdienst.   [2016-01-12]. （原始内容存档于2017-10-17）.
16. ↑  'Paris of the South' Archive.today的存檔，存档日期2012-07-23 by Kenneth Bagnell, Canoe travel, 7 March 2005.
17. ↑  Entertainment boom hits Buenos Aires by Charles Newbery 的存檔，存档日期2013-01-17., Variety.com 的存檔，存档日期2010-10-08.. Posted: Sat., 25 June 2011, 4:00 am PT
18. ↑   的存檔，存档日期2014-11-19. La Nacion, 2014.
19. ↑  "Cristina inaugura el Centro Cultural Néstor Kirchner" 的存檔，存档日期2015-07-25., Perfil, 21 May 2015
20. ↑  "Las impactantes fotos del Centro Cultural Néstor Kirchner" 的存檔，存档日期2015-06-08., Ambito Financiero, 20 May 2015
21. ↑  "La obra faraónica del legado cultural K" 的存檔，存档日期2015-07-29., Los Andes, 31 May 2015
22. 1 2  Time Out Guide: Buenos Aires, Cathy Runciman & Leticia Saharrea (eds), Penguin Books, London, 2001. ISBN 0-14-029398-1
23. ↑   (PDF). unesco.org. （原始内容存档 (PDF)于2018-01-11）.
24. 1 2  Beioley, Kate. . The Argentina Independent. 2012-08-22  [2016-12-12]. （原始内容存档于2018-01-08）.
25. ↑  Lewis Nouwen, 2013. p.121
26. ↑  Lewis Nouwen, 2013. p.122
27. ↑  Rojas-Mix, 1991. p. 57
28. ↑  Rojas-Mix, 1991. p. 60
29. 1 2  Rojas-Mix, 1991. p. 61
30. ↑  Pablos, Gustavo. . Goethe-Institut.   [2016-12-12]. （原始内容存档于2016-12-20） （西班牙语）.
31. 1 2  Smink, Veronica. . BBC Mundo. 2015-10-20  [2016-12-12]. （原始内容存档于2016-12-09） （西班牙语）.
32. 1 2  Pérez, Cristina. . BBC Mundo. 2016-04-26  [2016-12-12]. （原始内容存档于2016-12-21） （西班牙语）.
33. 1 2 3  Bredow, Susan. . Herald Sun. The Herald and Weekly Times. 2015-06-20  [2016-02-03]. （原始内容存档于2021-12-31）.
34. ↑  Bernhardson, Wayne. . Avalon Travel. 2008-10-14: 136  [2016-02-03]. ISBN 978-1566919913. （原始内容存档于2016-02-08）.
35. ↑  Chesterton, Matt. . Travel + Leisure. Time Inc. August 2014  [2016-02-03]. （原始内容存档于2015-12-23）.
36. ↑  . Government of the City of Buenos Aires.   [2016-02-03]. （原始内容存档于2016-02-04） （西班牙语）.
37. ↑  . Government of the City of Buenos Aires.   [2016-02-03]. （原始内容存档于2016-02-04） （西班牙语）.
38. ↑  . National Geographic.   [2016-02-03]. （原始内容存档于2016-01-07）.
39. ↑  Battistozzi, Ana María. . Centro Virtual de Arte Argentino. August 2005  [2016-11-18]. （原始内容存档于2016-11-18） （西班牙语）.
40. ↑  Babino, Malena. . Centro Virtual de Arte Argentino. September 2007  [2016-11-18]. （原始内容存档于2016-11-24） （西班牙语）.
41. ↑  Battiti, Florencia; Mezza, Cintia. . Centro Virtual de Arte Argentino. August 2006  [2016-11-18]. （原始内容存档于2017-01-15）.
42. 1 2 3  Calatrava, Almudena. . The Huffington Post. TheHuffingtonPost.com, Inc. 2013-06-05  [2016-02-03]. （原始内容存档于2015-02-27）.
43. 1 2  McFarlane, Nyree. . stuff.co.nz. 2015-04-28  [2016-02-03]. （原始内容存档于2015-11-11）.
44. ↑  Gorski, Alana. . Infobae. 2016-01-24  [2016-02-03]. （原始内容存档于2016-02-04）.
45. ↑  . Clarín. Clarín Group. 2013-06-21  [2016-02-03]. （原始内容存档于2016-03-12）.
46. ↑  . Austin, Texas: Global Language Monitor. September 2017  [2018]. （原始内容存档于2018）.
47. ↑  . Portal.unesco.org.   [2012-05]. （原始内容存档于2012-07-17）.
48. 1 2  Schwartz, Marcy. . University of Texas Press. 2018-05-02: 64–84  [2020-03-21]. ISBN 9781477315187. （原始内容存档于2021-12-31）.
49. ↑  Domínguez, César; Saussy, Haun; Villanueva, Darío. . Spain: Taurus. 2016: 174  [2020-03-21]. ISBN 9788430618132. （原始内容存档于2021-08-16） （西班牙语）.
50. ↑  Komi Kallinikos, Christina. . Revista del Centro de Letras Hispanoamericanas. Vol. 12 no. 15 (Mar del Plata, Argentina: National University of Mar del Plata). 2003  [2016-02-05]. （原始内容存档于2016-02-06） （西班牙语）.
51. ↑  Close, Glen S. . . United States: Palgrave Macmillan. 2008: 93–139. ISBN 978-1-349-60353-4. doi:10.1057/9780230614635_4.
52. 1 2 3 4  Rey, Debora. . Business Insider. 2015-05-01  [2020-03-21]. （原始内容存档于2020-03-21）.
53. ↑  . Proceso. Mexico. 1979-02-03  [2020-03-21]. （原始内容存档于2020-03-21） （西班牙语）.
54. 1 2 3 4 5  Goñi, Uki. . The Guardian. Guardian News and Media Limited. 2015-06-20  [2016-02-02]. （原始内容存档于2015-11-08）.
55. ↑  Lyskawa, Madeline. . Buenos Aires Times. Perfil. 2019-04-20  [2020-03-21]. （原始内容存档于2020-03-22）.
56. 1 2  . EFE. 2019-05-14  [2020-03-22]. （原始内容存档于2019-05-14） （西班牙语）.
57. ↑  Portal Oficial de Turismo de Buenos Aires: Arquitectura 的存檔，存档日期2011-09-27. (Spanish)
58. ↑  Clarín.com （页面存档备份，存于） "Celebran hoy los 100 años de la cripta del Santísimo Sacramento" 23 June 2011
59. ↑  . Pbarolo.com.ar.   [2011-09-15]. （原始内容存档于2012-06-23）.
60. ↑  Clarín.com 的存檔，存档日期2012-02-22. "Vivir en el Kavanagh, un lujo para vecinos de perfil bajo" 24 July 2011

### 书籍
- 南美歡迎您，Bienvenidos! / 南美任您闖，Vamos!（I）星島出版社